# VW Passat B1
Der Volkswagen Passat B1 ist die von Frühjahr 1973 bis Herbst 1980 gebaute erste Generation des VW Passat, eines Modells der Mittelklasse. Er war weitgehend baugleich mit dem im Herbst 1972 eingeführten Audi 80 B1, den es jedoch nur mit Stufenheck gab. Der Passat hat ein Schrägheck und war auch als Kombi lieferbar.
Im Mai 1973 begann die Fertigung des Passat. Zunächst wurde das Modell im Stammwerk Wolfsburg produziert. In den USA wurde der Wagen ab 1974 unter dem Namen Volkswagen Dasher angeboten, während der Kombi auch als Audi Fox Station Wagon verkauft wurde. Bis Ende 1977 wurde der Passat in Wolfsburg gefertigt, seit August 1977 in Emden. Zum Jahresende lief die Produktion in Clayton, Victoria, Australien (Bauzeit 1974–1977) aus. Im Oktober 1980 wurde die Baureihe durch das Nachfolgemodell Passat B2 abgelöst. In Brasilien blieb sie parallel zum B2 bis Dezember 1988 in Produktion.

## Modellgeschichte

### Allgemeines
Die erste Generation des Passat (interne Bezeichnung Typ 32) wurde vom Audi 80 B1 abgeleitet. Ursprünglich hatte der italienische Designer Giorgetto Giugiaro mit dem EA 272 einen eigenständigen Passat-Entwurf mit quer eingebautem Motor und optimalem Platzangebot vorgelegt. Aus Kostengründen wurde aber der Audi 80 mit längs eingebautem Motor als Baukasten-Plattform herangezogen. Beim Passat wurden daher nicht nur die Motoren, sondern auch ein Großteil der Karosserie von Audi übernommen. Der erste Passat war faktisch die Schrägheckversion des Audi 80, den es seinerseits nur mit Stufenheck zu kaufen gab. Bis auf das Schrägheck, die Rechteckscheinwerfer, eine etwas veränderte Hinterachsfederung und weitere kleine Karosseriedetails war der VW Passat mit dem Audi 80 baugleich. Er zählt zu den wenigen dreitürigen Mittelklasse-PKW mit Schrägheck und zielte auf Kunden ab, die beim Vorgänger Typ 3 die Fastback-Version TL bevorzugten. Der neue Wagen wurde vom Publikum sofort gut angenommen.
Im Angebot standen, zu Preisen ab 9.060 DM die Ausstattungen Basis und L, die jeweils mit einem 55 PS (40 kW) starken 1,3- oder einem 75 PS (55 kW) leistenden 1,5-Liter-Motor (S und LS) kombinierbar waren. Dazu kam als Spitzenmodell der Passat TS mit 75 PS (55 kW) oder 85 PS (63 kW). Im August 1975 wurden die 1,5-Liter-Motoren durch 1,6-Liter-Vierzylinder gleicher Leistung ersetzt.
Die einzelnen Ausstattungsstufen waren äußerlich vor allem an den unterschiedlichen Scheinwerfern erkennbar. In der Basis-Ausstattung wurde der Passat mit einzelnen Rundscheinwerfern, als L und als LS mit eckigen Breitbandscheinwerfern und als TS mit Doppelscheinwerfern versehen. Im Innenraum gab es beim TS ein Dreispeichen-Sportlenkrad und eine Mittelkonsole mit drei Zusatzinstrumenten.
Am 20. März 1973, nach anderer Quelle am 14. Mai 1973, begann die Serienproduktion des Passat.
Im Januar 1974 wurde mit dem Variant eine Kombiversion (Typ 33) vorgestellt. Außerdem gab es von Anfang an die Schräghecklimousine als Zwei- und Viertürer mit kleinem Kofferraumdeckel, die ab Januar 1975 alternativ auch mit großer Heckklappe erhältlich war.

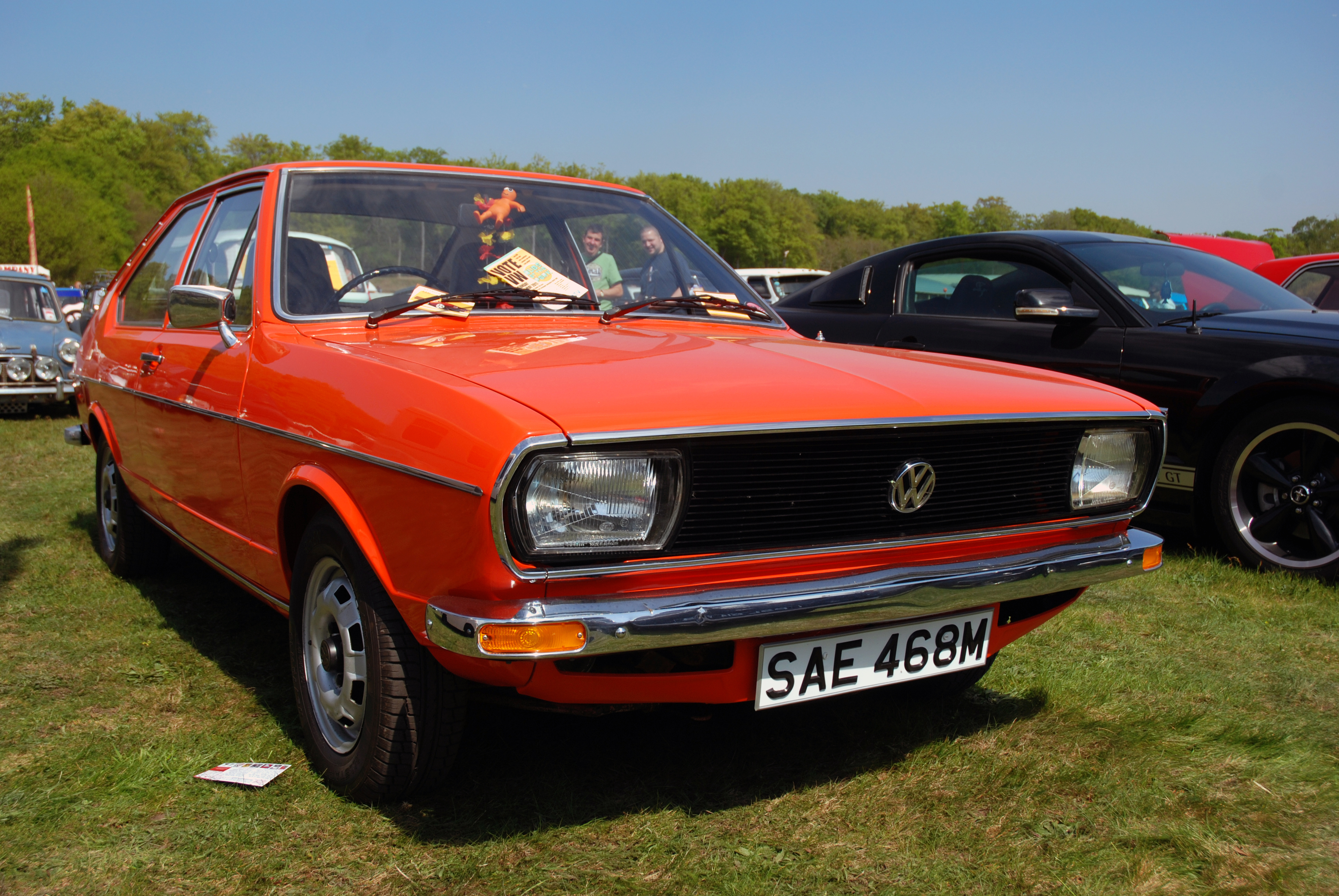
VW Passat LS
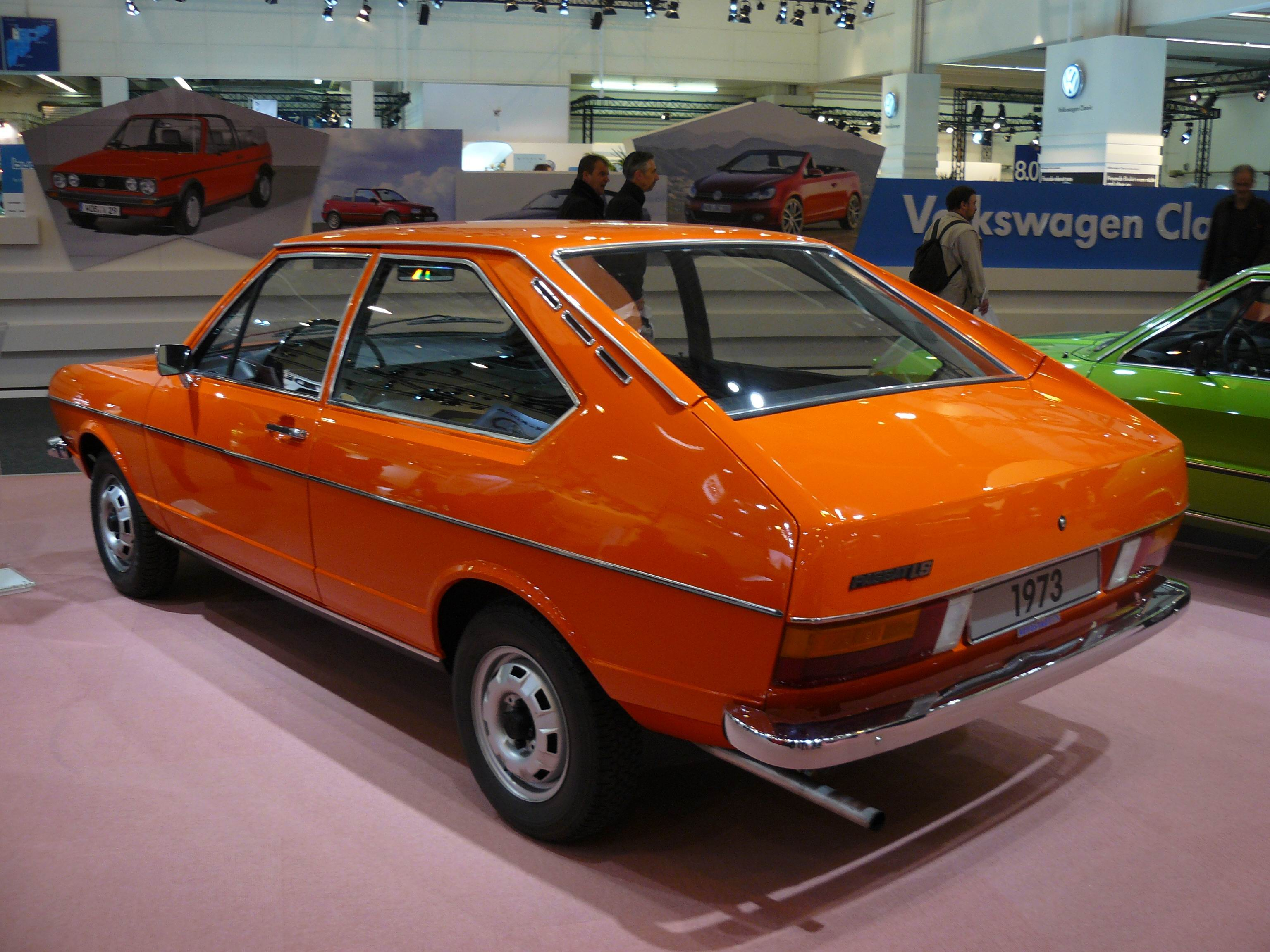
Heckansicht
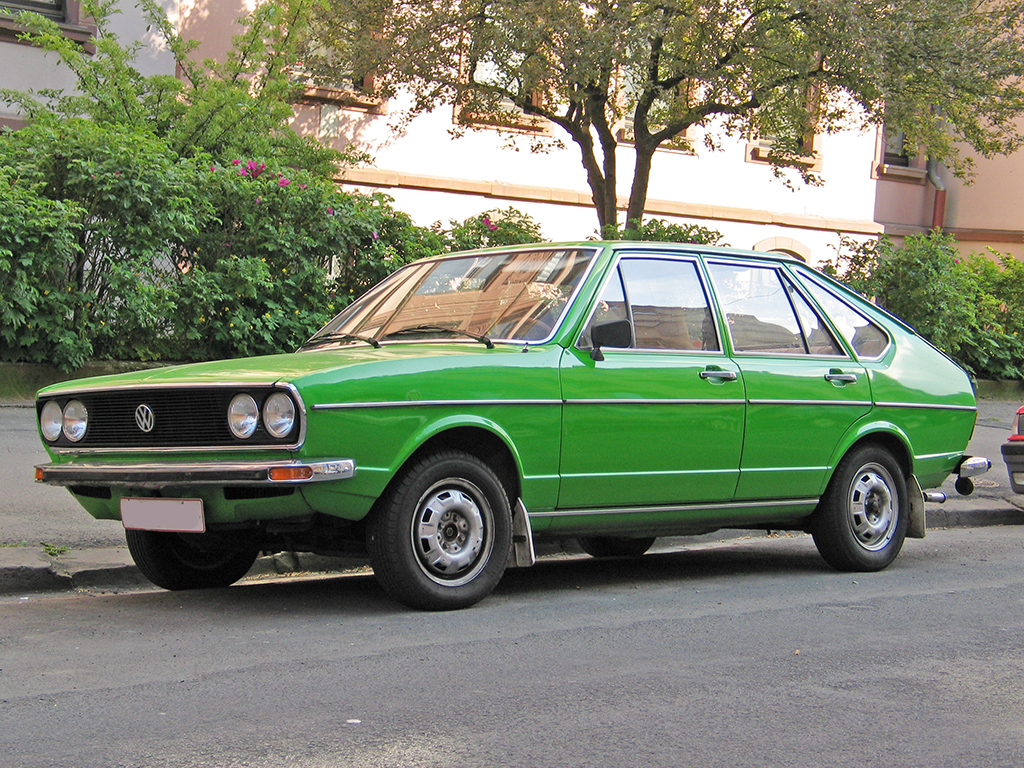
VW Passat Viertürer (1973–1975)
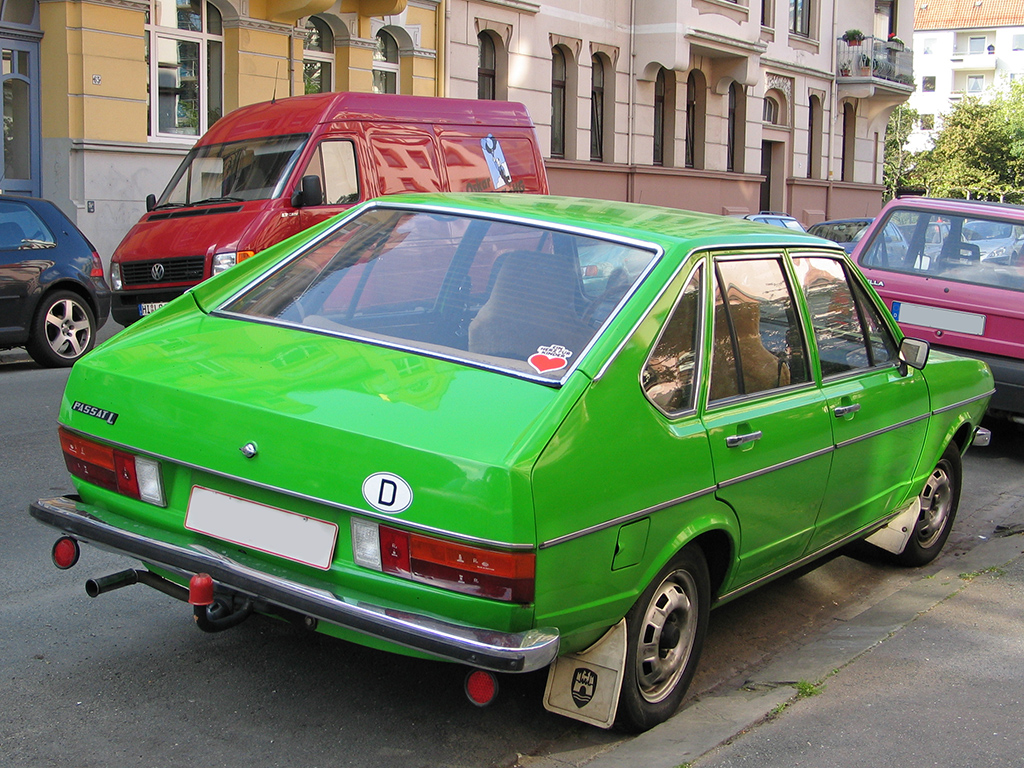
Heckansicht
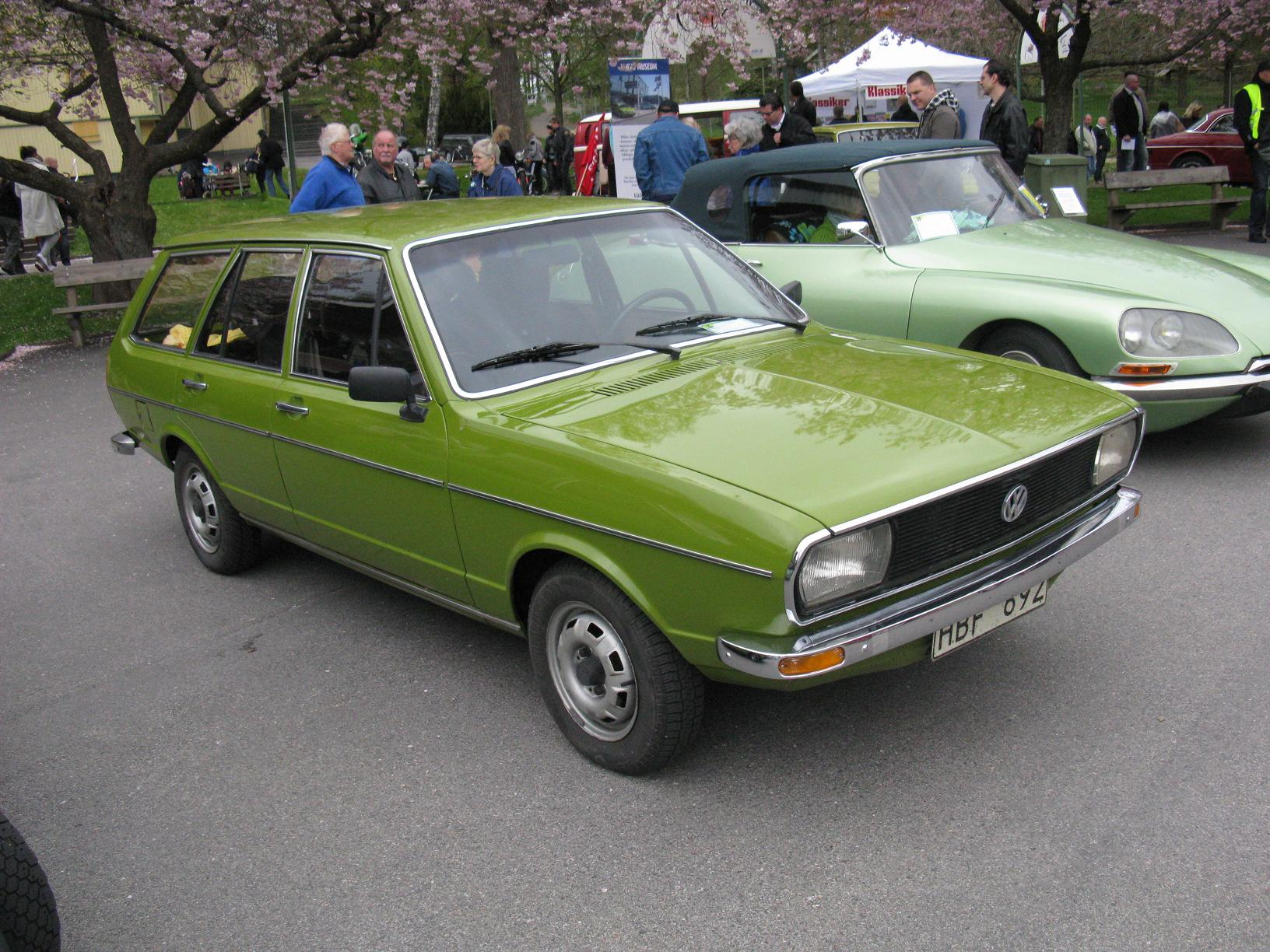
VW Passat Variant (1974–1975)
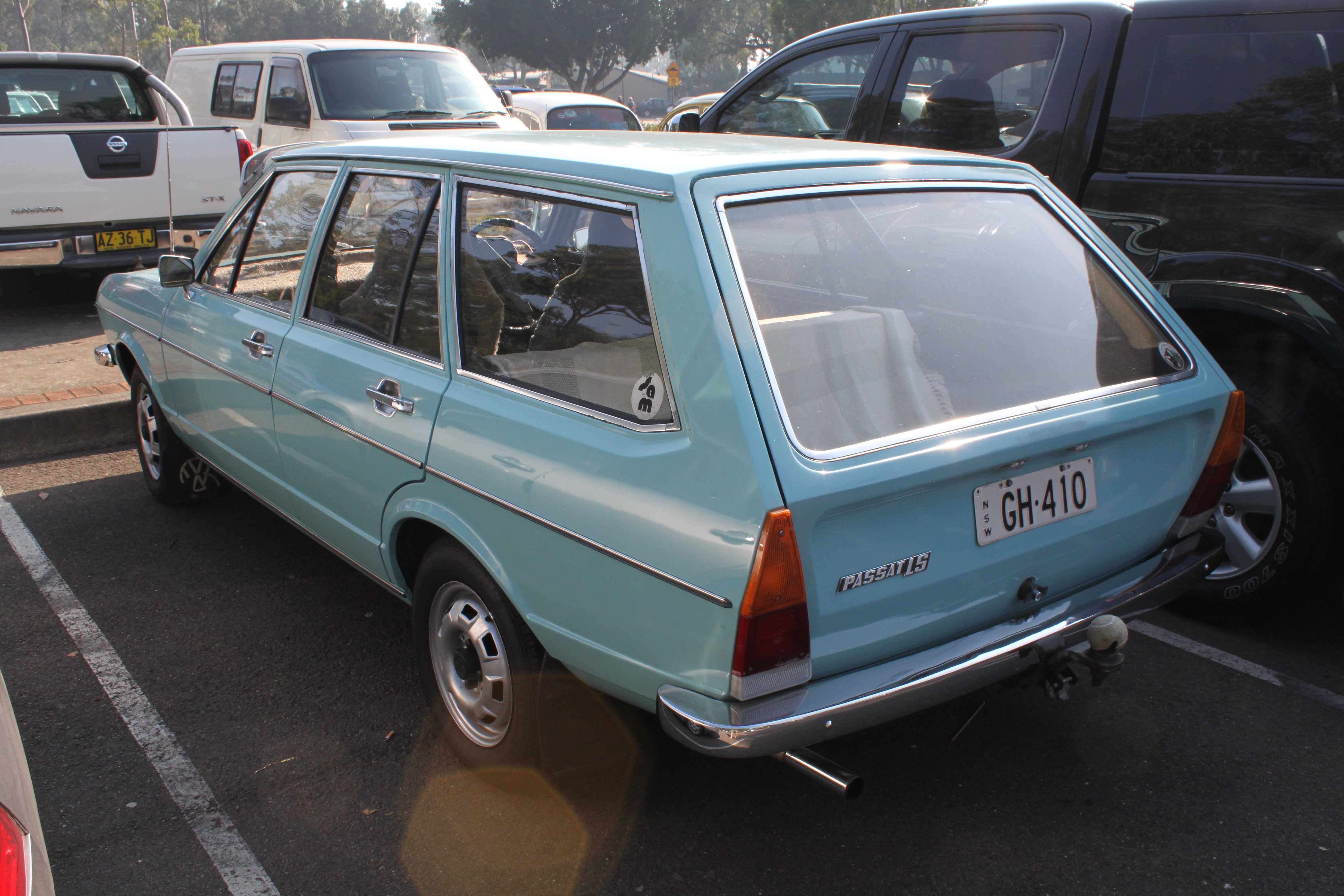
Heckansicht
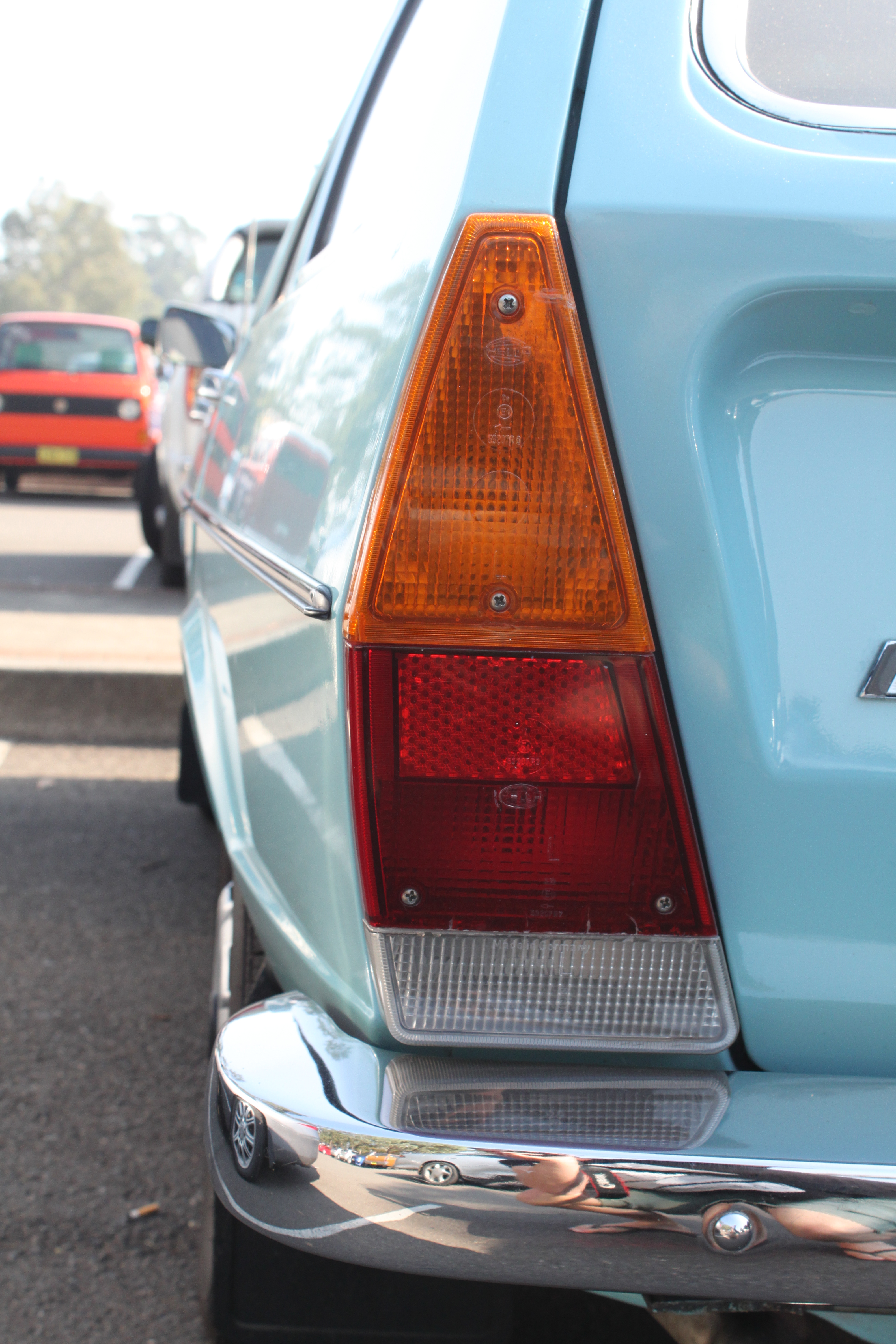
VW Passat Variant (Detail)
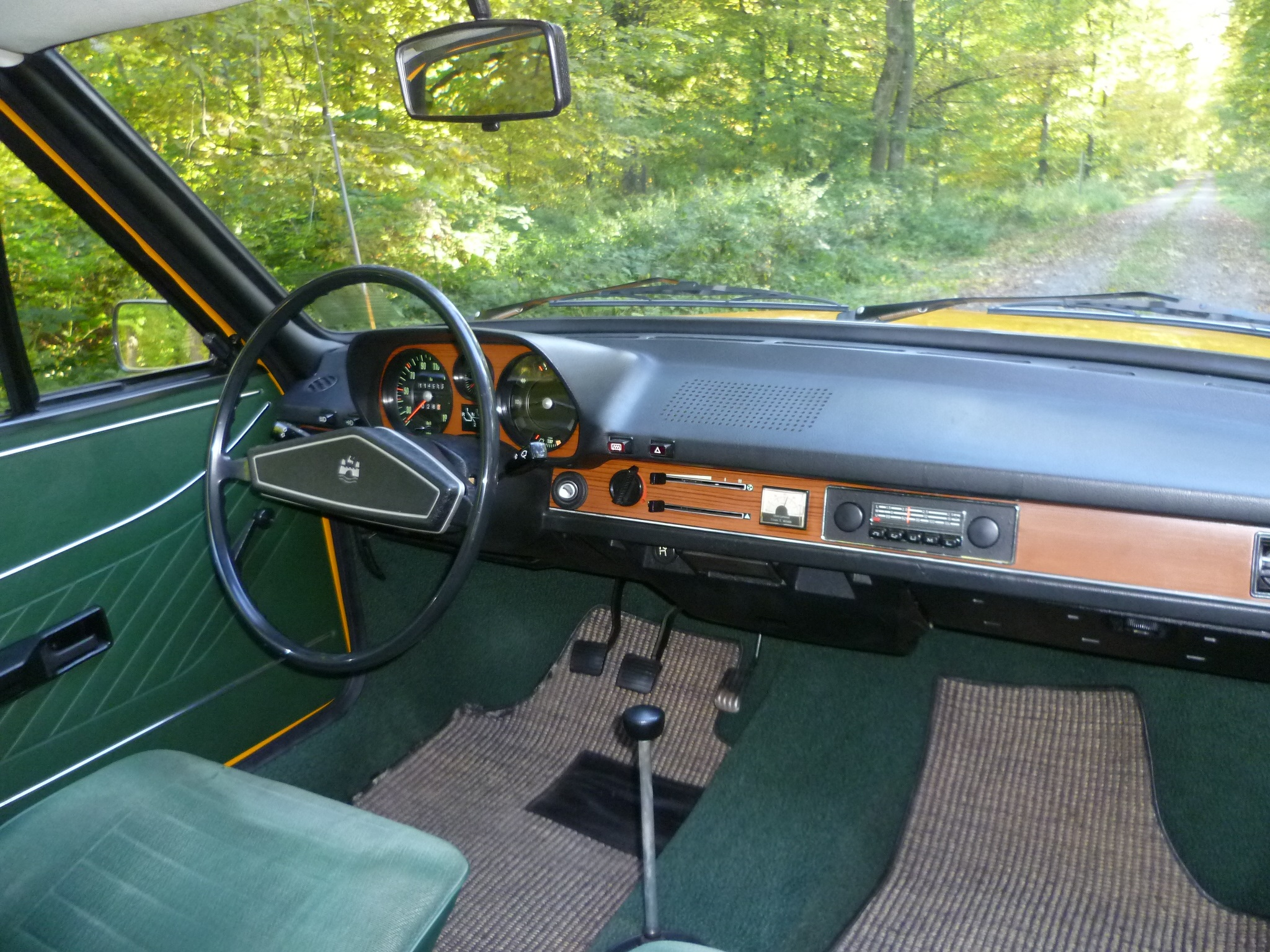
Armaturenbrett

### Technik

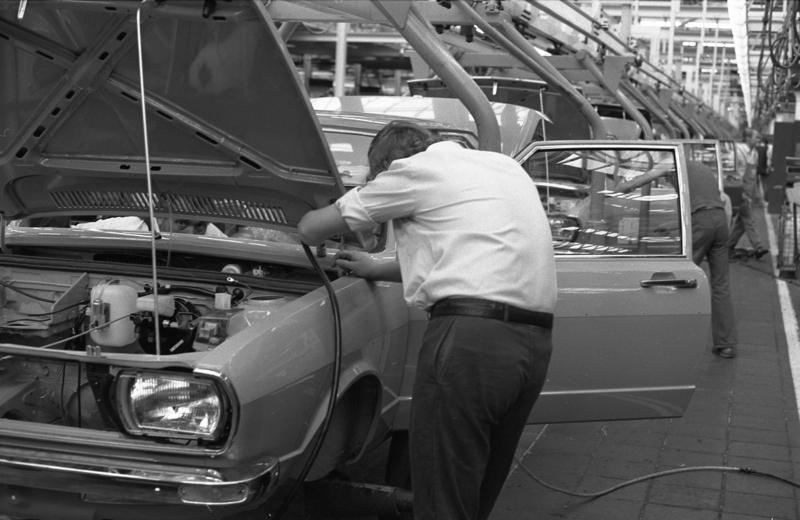
Montage des VW Passat im Volkswagenwerk Wolfsburg (1973)

Der Passat unterschied sich vom Audi 80 in technischer Hinsicht lediglich durch eine geänderte Heckpartie und eine umkonstruierte Hinterachse. Es blieb zwar bei einer Starrachse mit Panhardstab und Querstabilisator. Doch statt als Feder-Dämpfer-Einheiten waren Federn und Dämpfer getrennt angeordnet (kein Domlager), zudem wurden stark progressiv wirkende Schraubenfedern (Federdrahtdicke und Windungsabstand unterschiedlich) eingebaut. Somit wurde mehr Platz für den Kofferraum geschaffen, weil der VW auch als Variant (Kombi) angeboten werden sollte. Der Passat hatte einen vorn längs eingebauten Vierzylindermotor. Der EA827 war vom Audi-Mitteldruckmotor abgeleitet (Zylinderabstand und Lage der Wellen war gleich), aber in allen wesentlichen Teilen weiterentwickelt. Die Nockenwelle lag nun im Zylinderkopf und wurde mit einem Zahnriemen getrieben. VW übernahm den Motor unverändert aus dem im Sommer 1972 eingeführten Audi 80.
Die Vorderradaufhängung des Passat bestand aus MacPherson-Federbeinen mit Dreieckslenkern und saß mit dem Motor zusammen auf einem Hilfsrahmen. Die Zahnstangenlenkung war vor der Spritzwand befestigt. Hinten war eine Torsionskurbelachse eingebaut. Weil diese unter den Rücksitzen viel Bauraum benötigt, waren hinter der Achse unter dem Kofferraumboden der Tank und die Reserveradmulde untergebracht. Erstmalig im Großserienbau von Pkw wurde dabei ein Tank aus Kunststoff verwendet (bei der Limousine ab Sommer 1976 und beim Variant seit Produktionsbeginn). Mit der Fußbremse wurden hydraulisch die Scheibenbremsen vorn und Trommelbremsen hinten betätigt, die Handbremse wirkte über Seilzüge auf die hinteren Trommeln.

### Modellpflege 1975
Im Laufe der Produktionsdauer des B1 flossen zahlreiche technische Neuerungen in die laufende Serie ein. Im Januar 1975 erhielten sämtliche Modelle Kunststoffecken an den Stoßstangen und die oberen Ecken der Frontscheibe wurden abgerundet. Bei den Limousinen war nun gegen Aufpreis auch die große, bis zum Dach reichende Heckklappe lieferbar. Die Lüftungsgitter in der C-Säule des Zweitürers waren bereits zu Beginn des Modelljahres im August 1974 entfallen. Im April wurden weitere kleine Modellpflegemaßnahmen durchgeführt, unter anderem ersetzten Schaumstoffsitze die bisherigen Federkernsitze. An die Stelle der sportlichen Ausstattung TS trat ab August 1976 das komfortbetonte GL-Modell, das wie zuvor der TS äußerlich durch Doppelscheinwerfer gekennzeichnet war. Die eckigen Scheinwerfer des L-Modells wurden durch einzelne Rundscheinwerfer wie beim Basismodell ersetzt, hier allerdings mit Chromringen versehen.
Im Juni/Juli 1975 lief der letzte im Werk Salzgitter produzierte Passat vom Band.

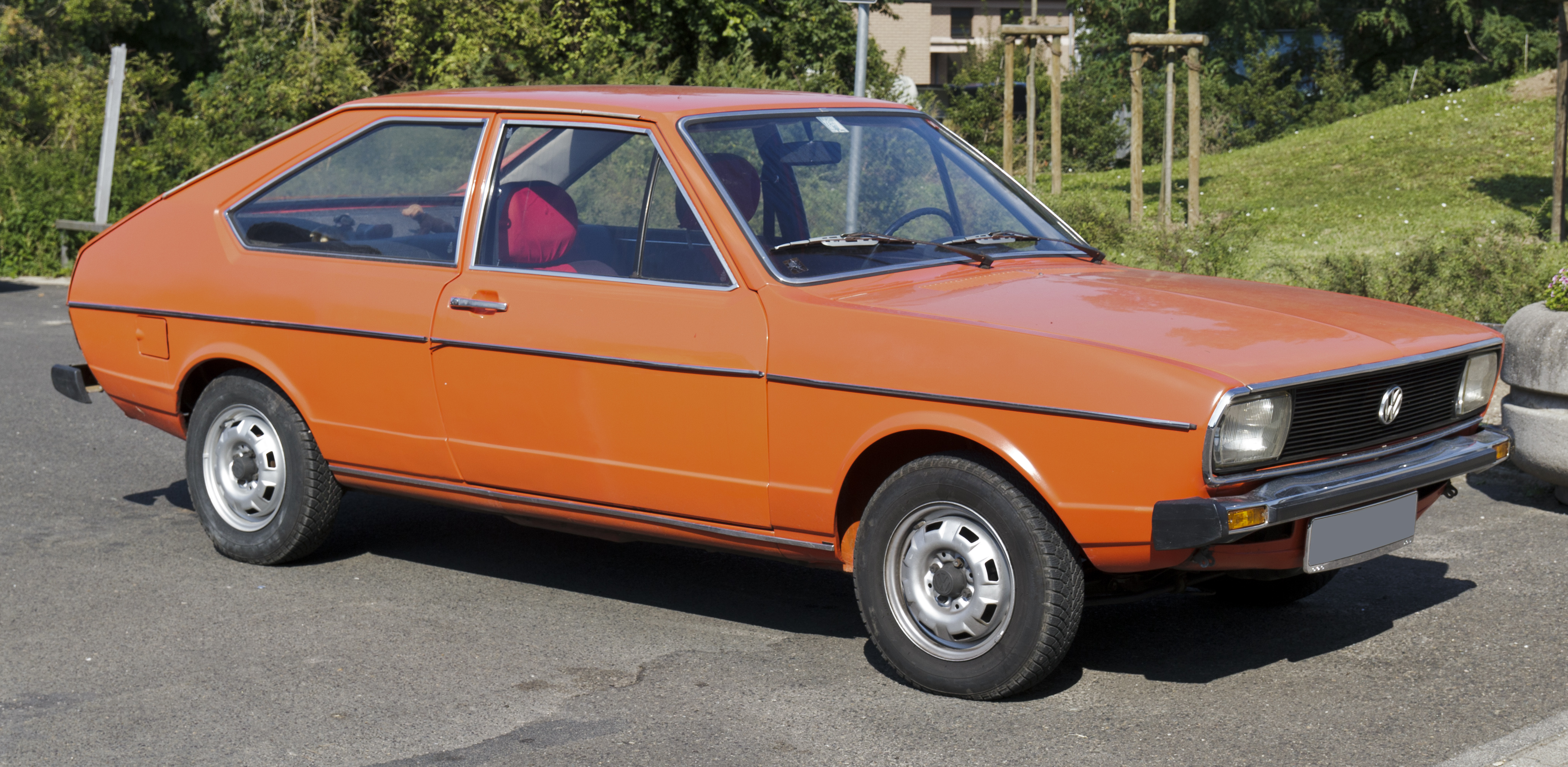
VW Passat Zweitürer (1975–1977)
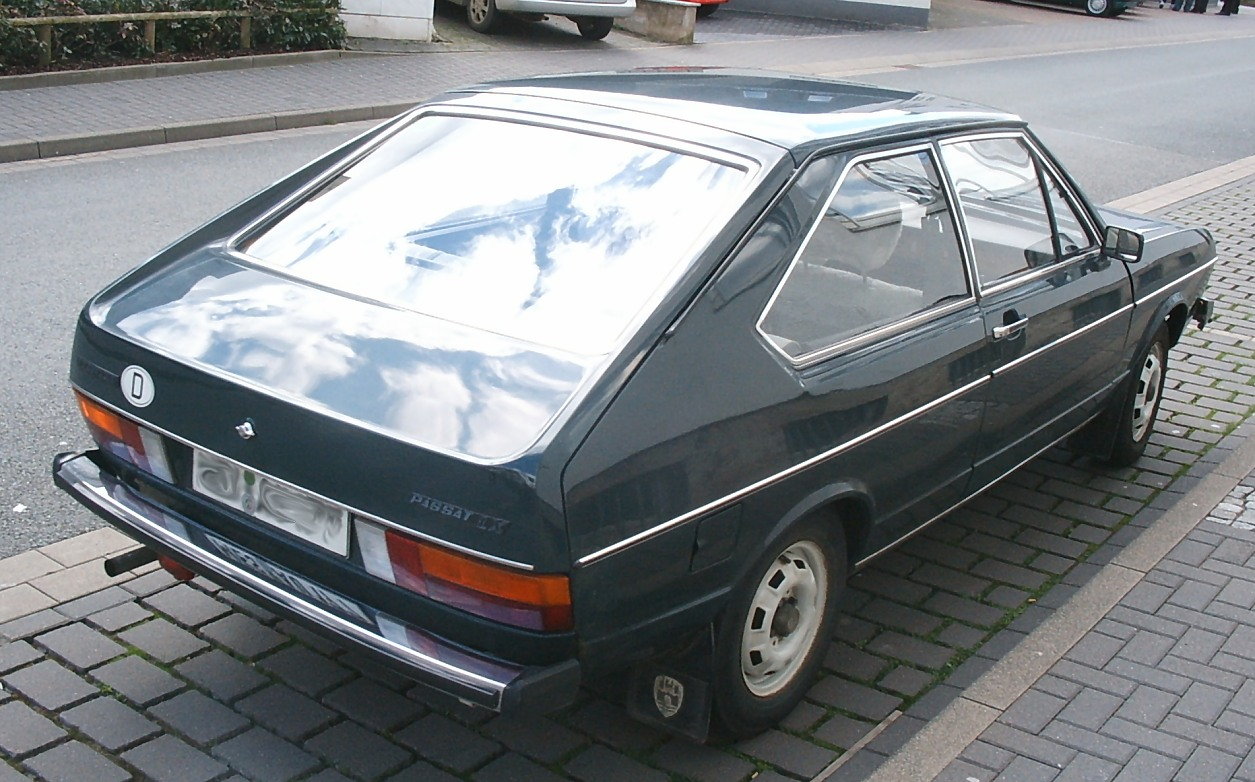
VW Passat Zweitürer mit großer Heckklappe (1975–1977)
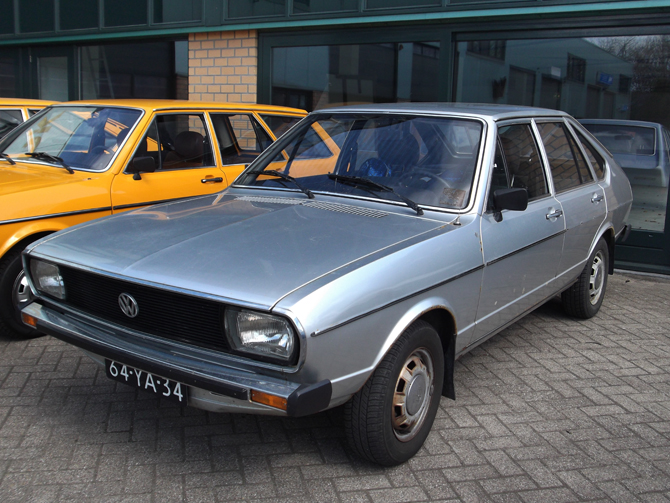
VW Passat Viertürer (1975–1977)
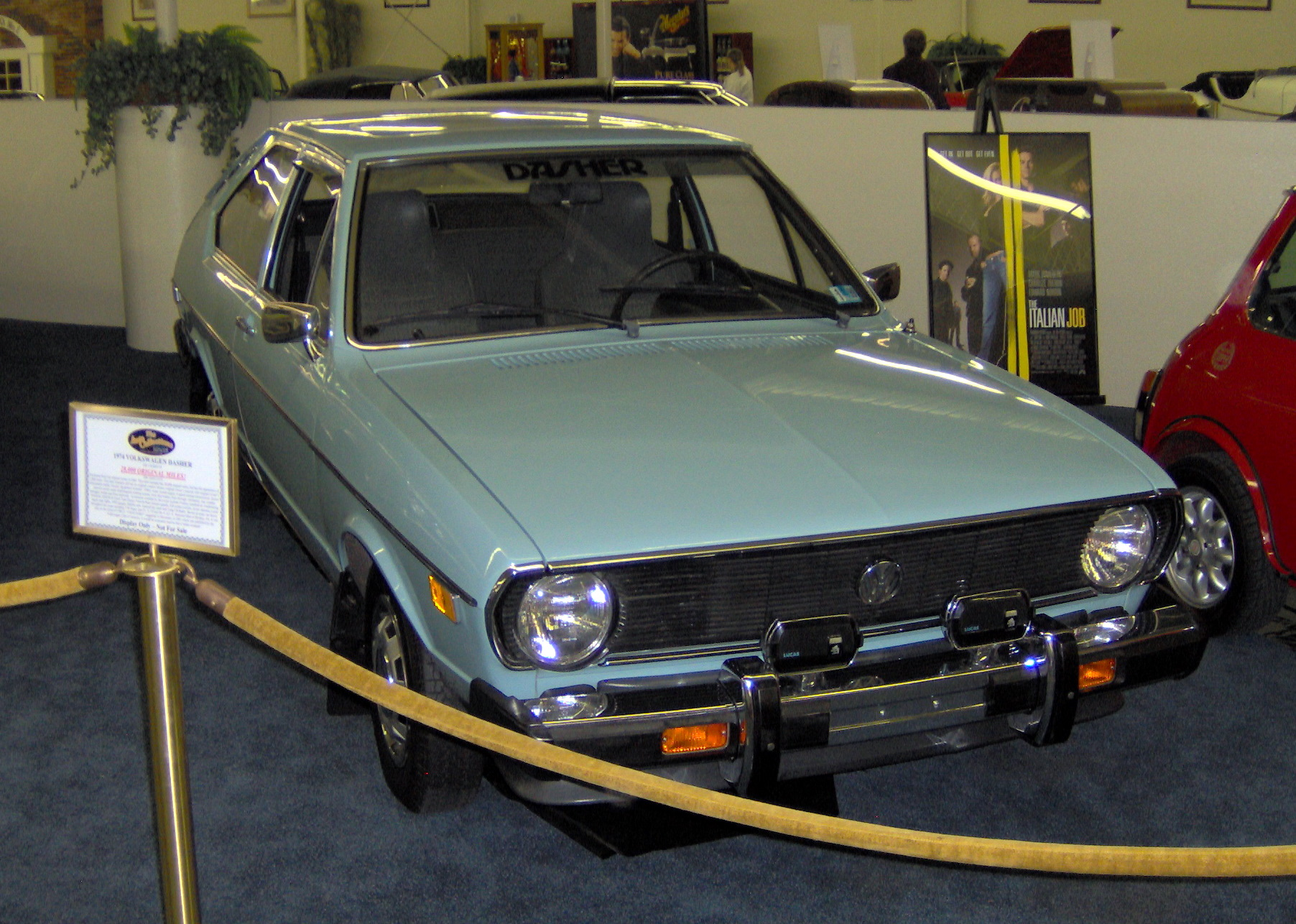
VW Dasher Hatchback (US-Version) mit Sealed-Beam-Scheinwerfern
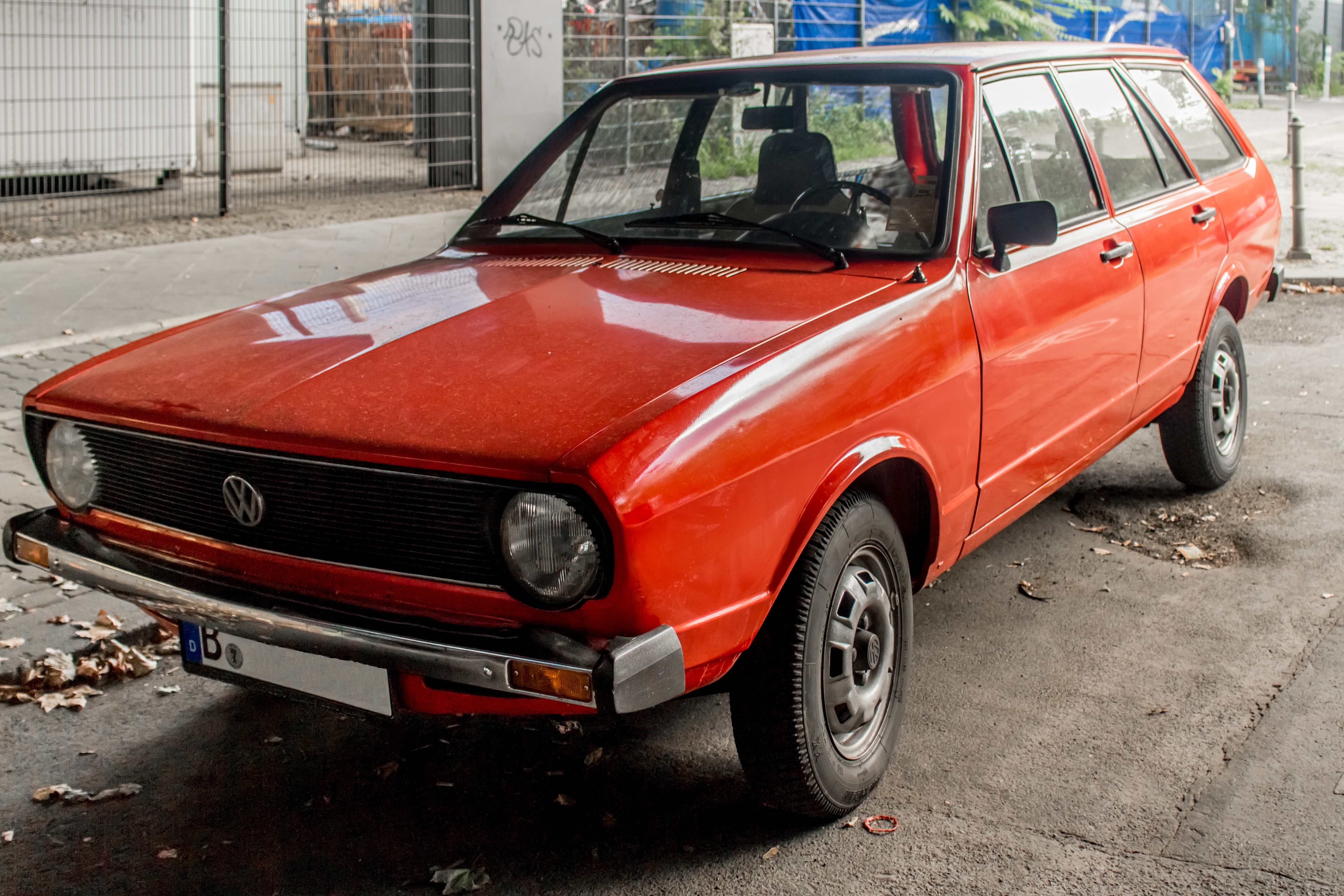
VW Passat Variant (1975–1977)
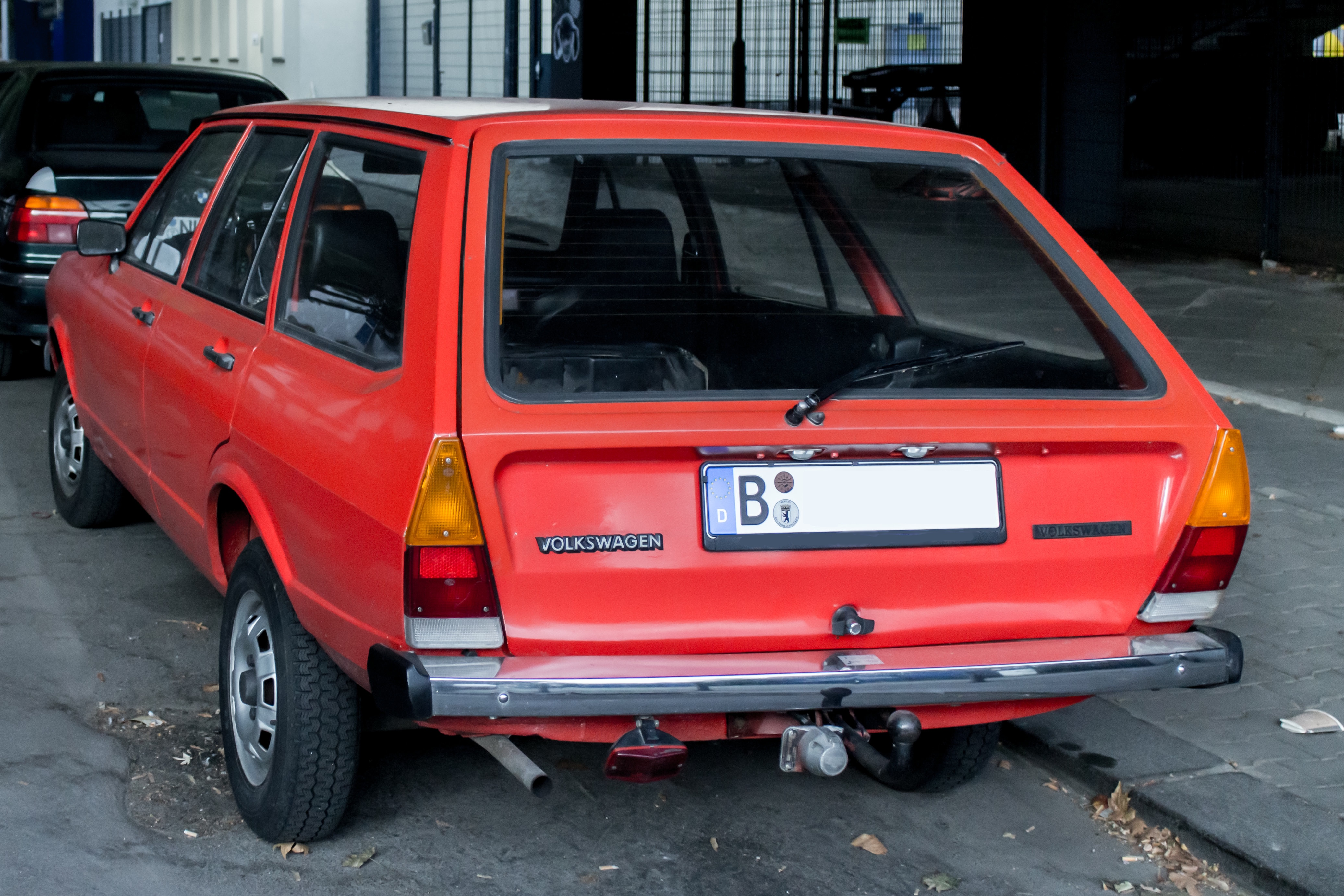
VW Passat Variant (1975–1977)
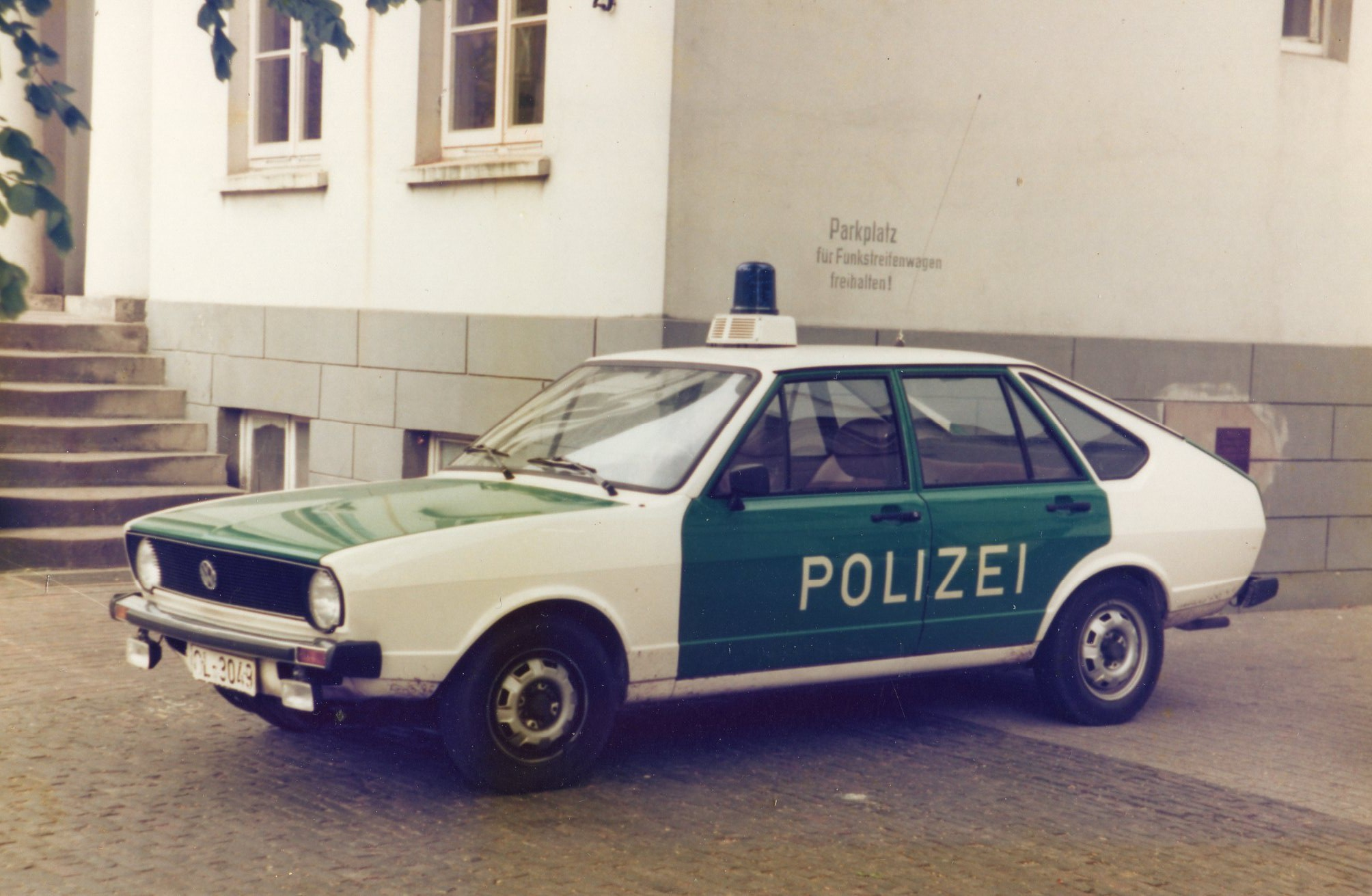
VW Passat Polizeiwagen (1975–1977)
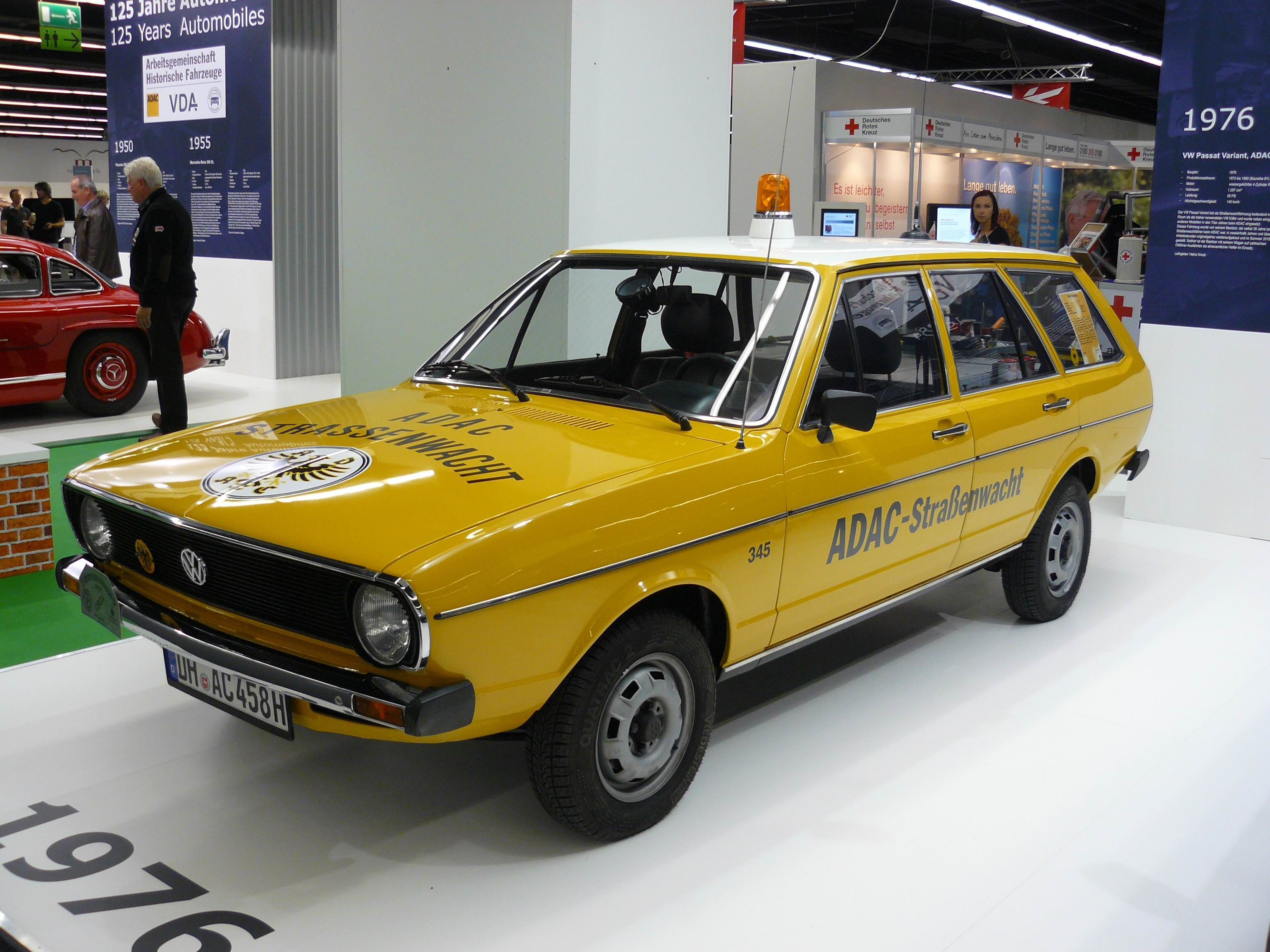
Pannendienstfahrzeug des ADAC

### Überarbeitung
Im August 1977 wurde ein größeres Facelift vorgenommen. Gleichzeitig begann die Fertigung im Volkswagenwerk Emden.
Verändert wurden in erster Linie die Frontpartie, das Heck und die Armaturentafel. Dabei wurden Motorhaube und Kotflügel zum Grill hin abgeschrägt und der Luftwiderstandsbeiwert der Karosserie damit etwas verringert. Durch Kunststoffstoßstangen wirkte der überarbeitete Wagen moderner. Veränderungen an der Auspuffanlage ließen zudem den Endschalldämpfer besser unter der Karosserie verschwinden. Abweichend davon behielten die Rechtslenker die alte Instrumententafel noch bis zum Produktionsende im Oktober 1980. Ab Juli 1978 war der Passat mit dem 1,5 Liter großen Dieselmotor mit 50 PS (37 kW) aus dem Golf I lieferbar. Er war längs eingebaut.
Am 15. Dezember 1977 wurde der letzte Passat im Werk Wolfsburg produziert.

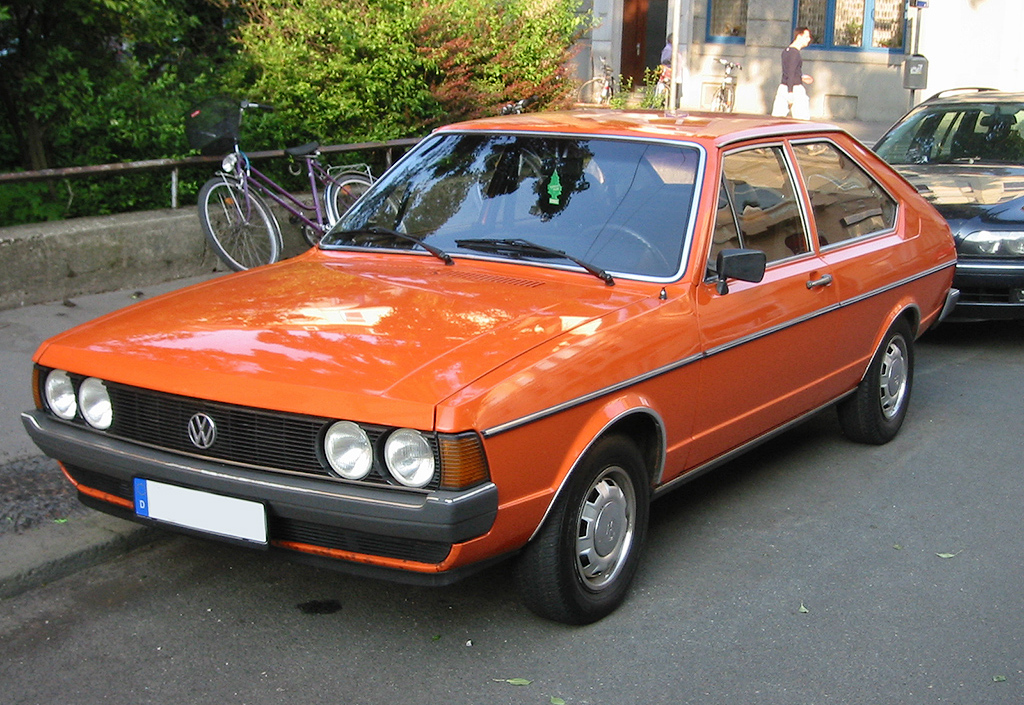
VW Passat (1977–1980)
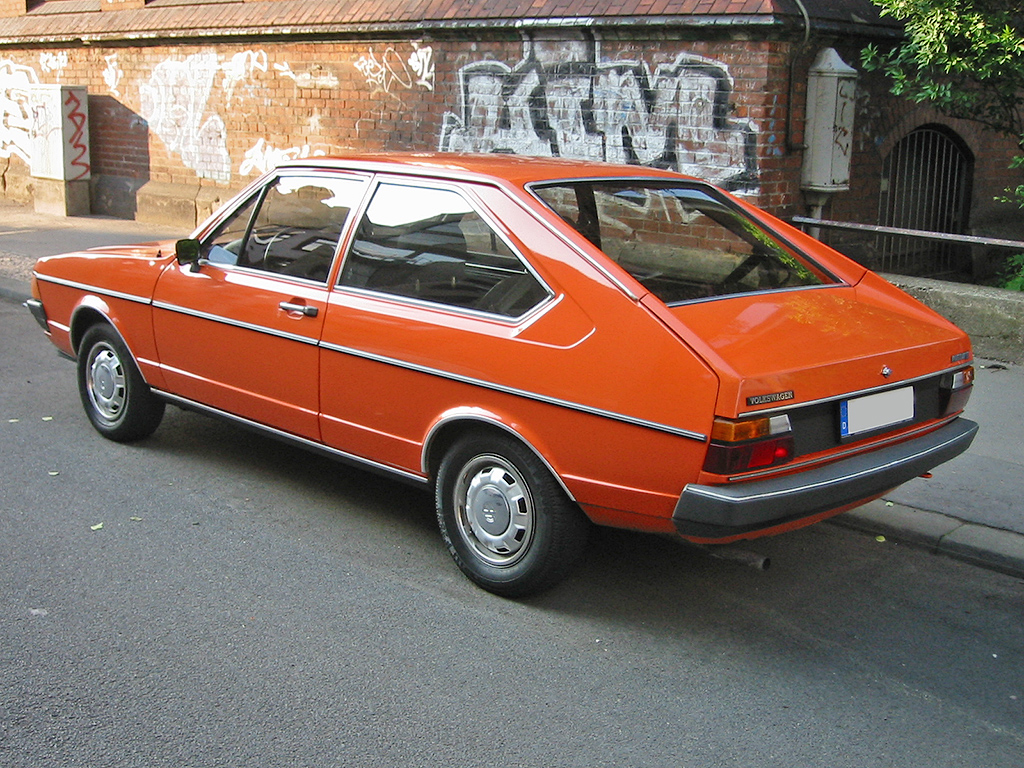
Heckansicht
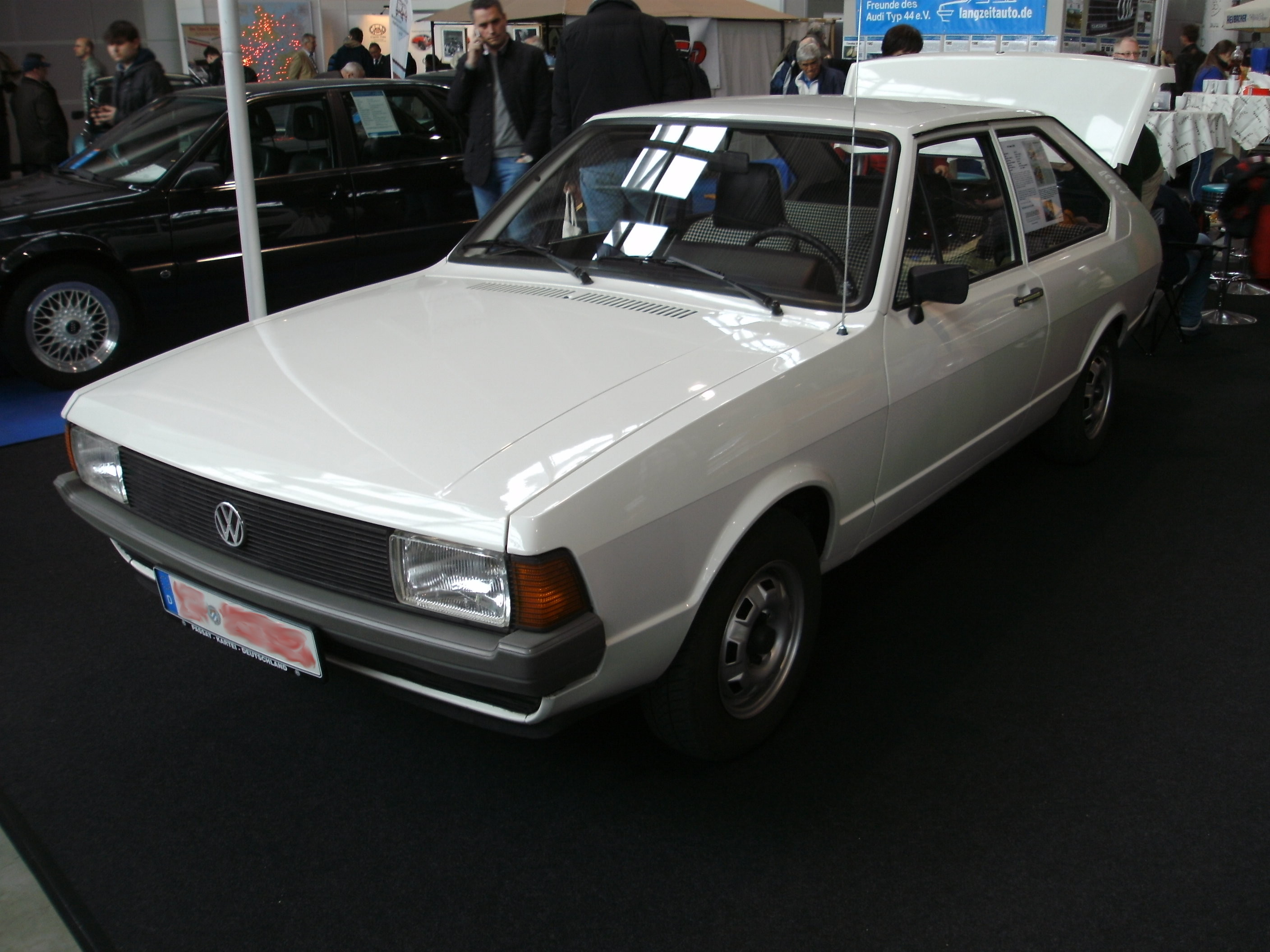
VW Passat S
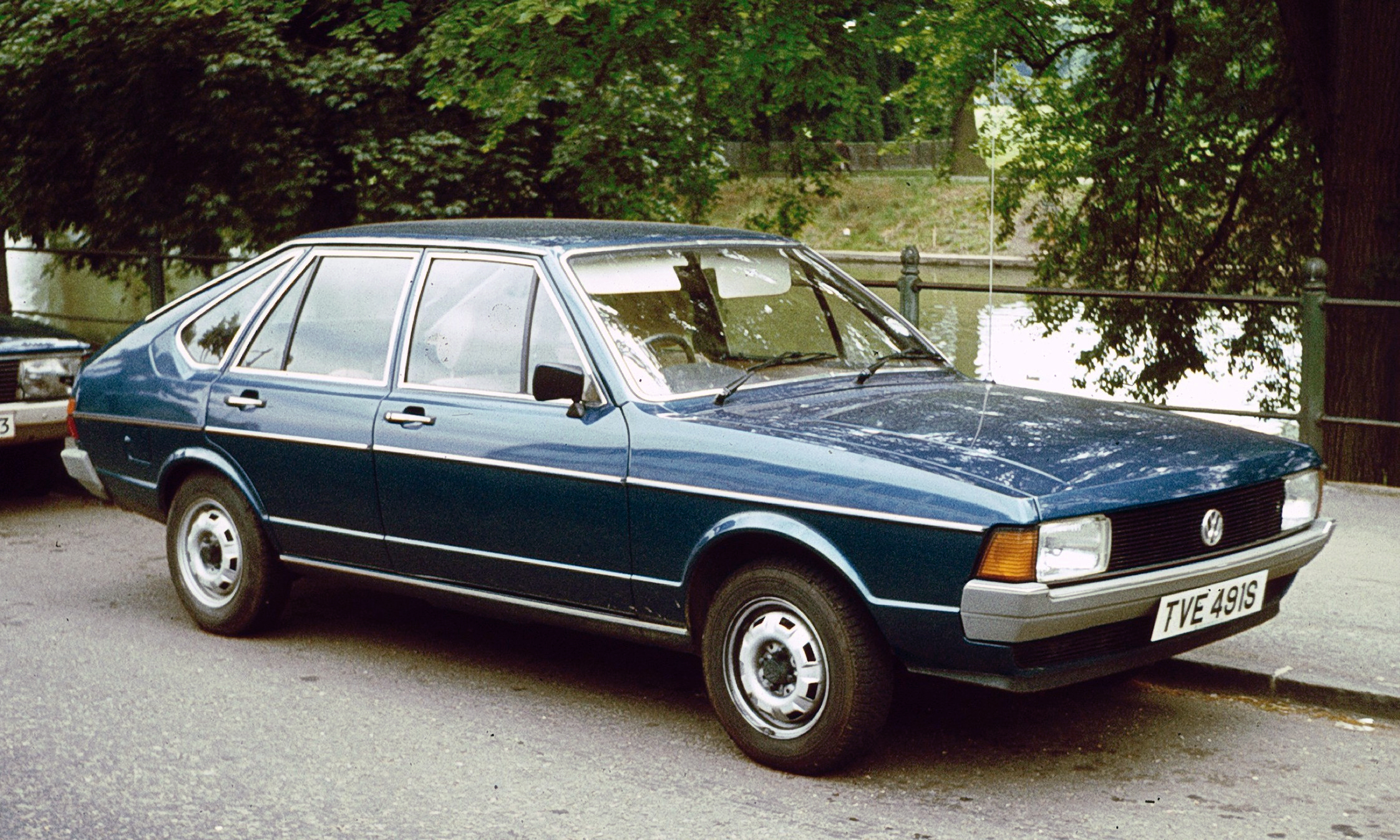
VW Passat als Viertürer
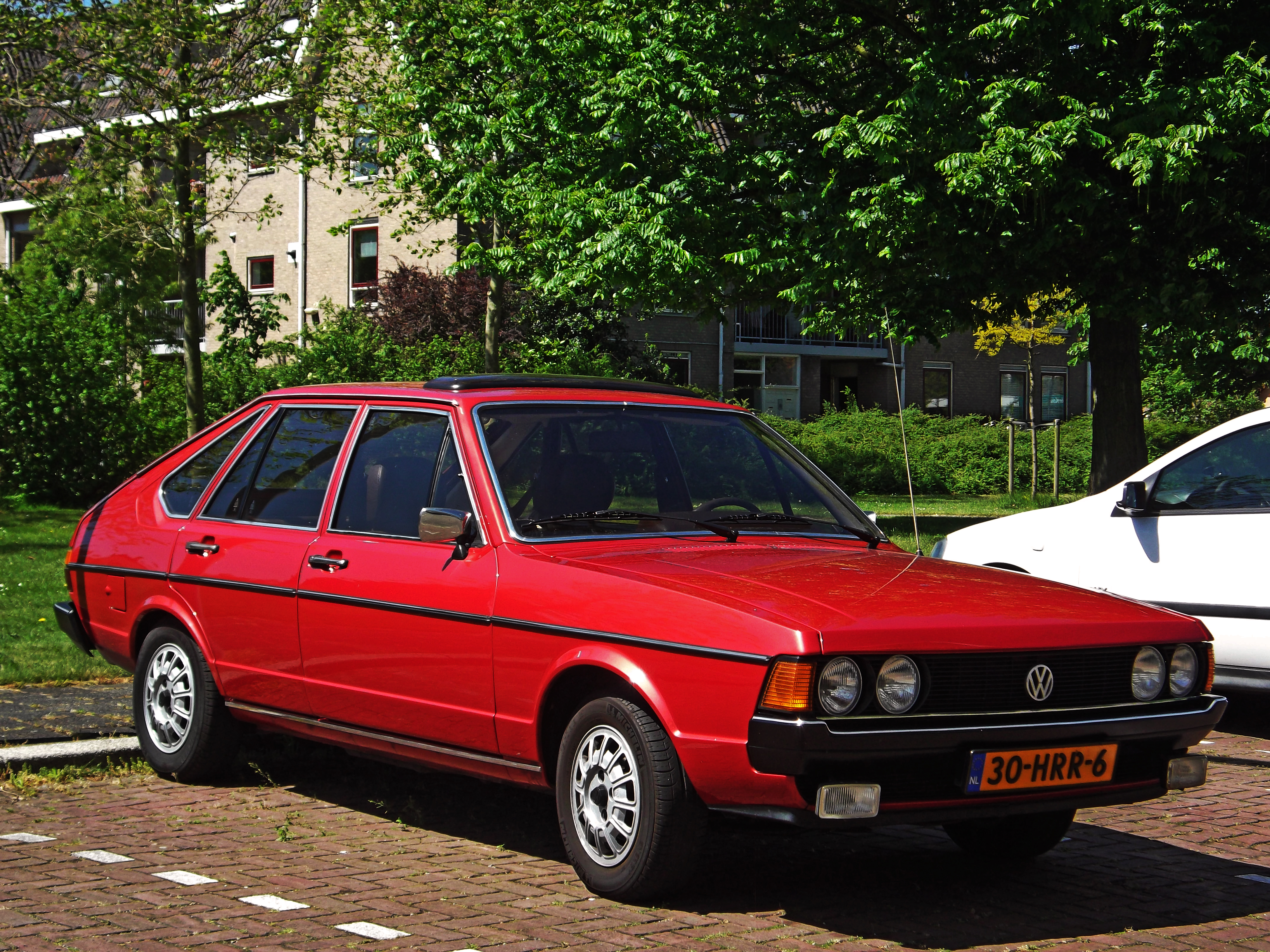
VW Passat GLS
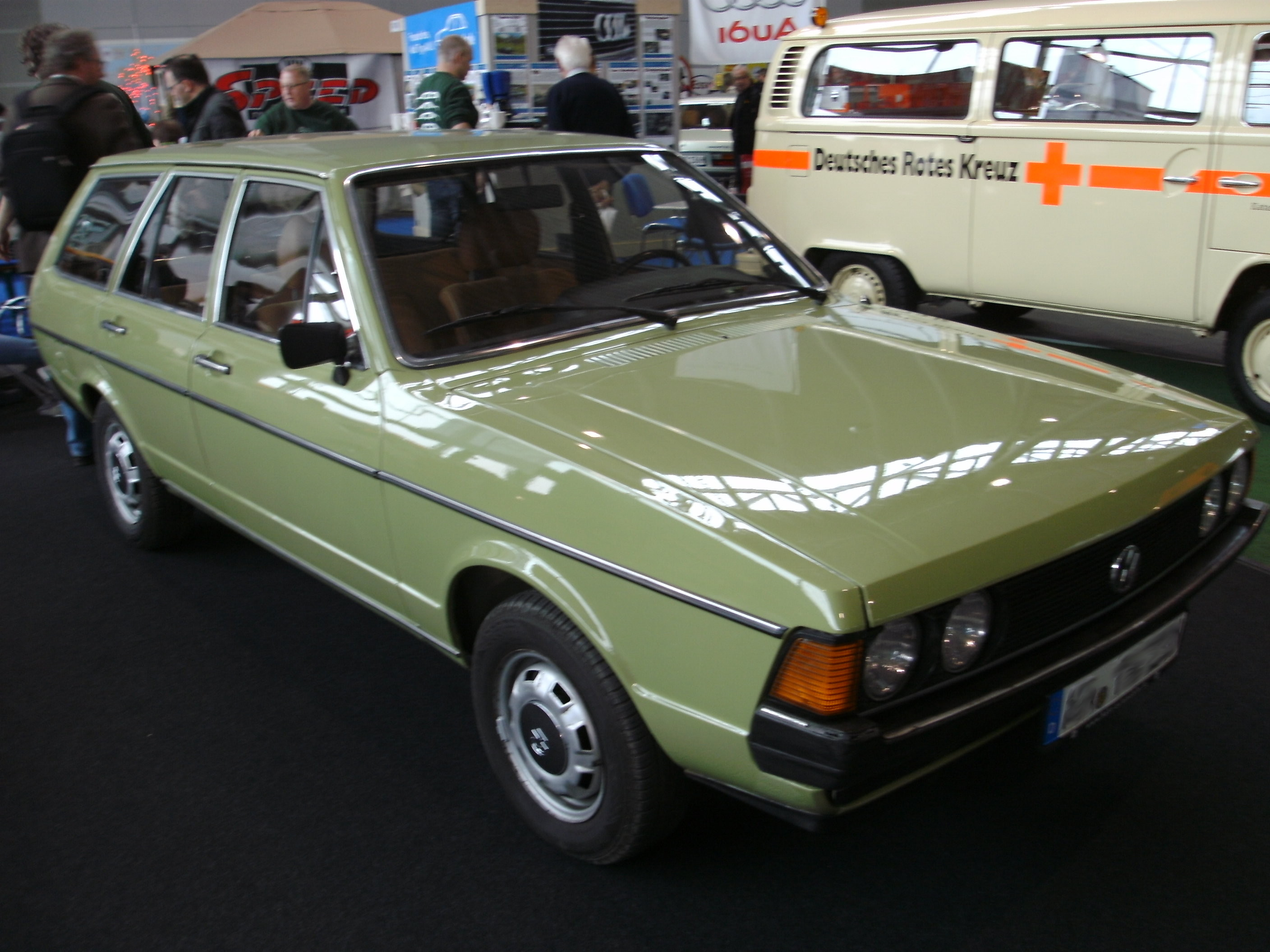
VW Passat LS Variant
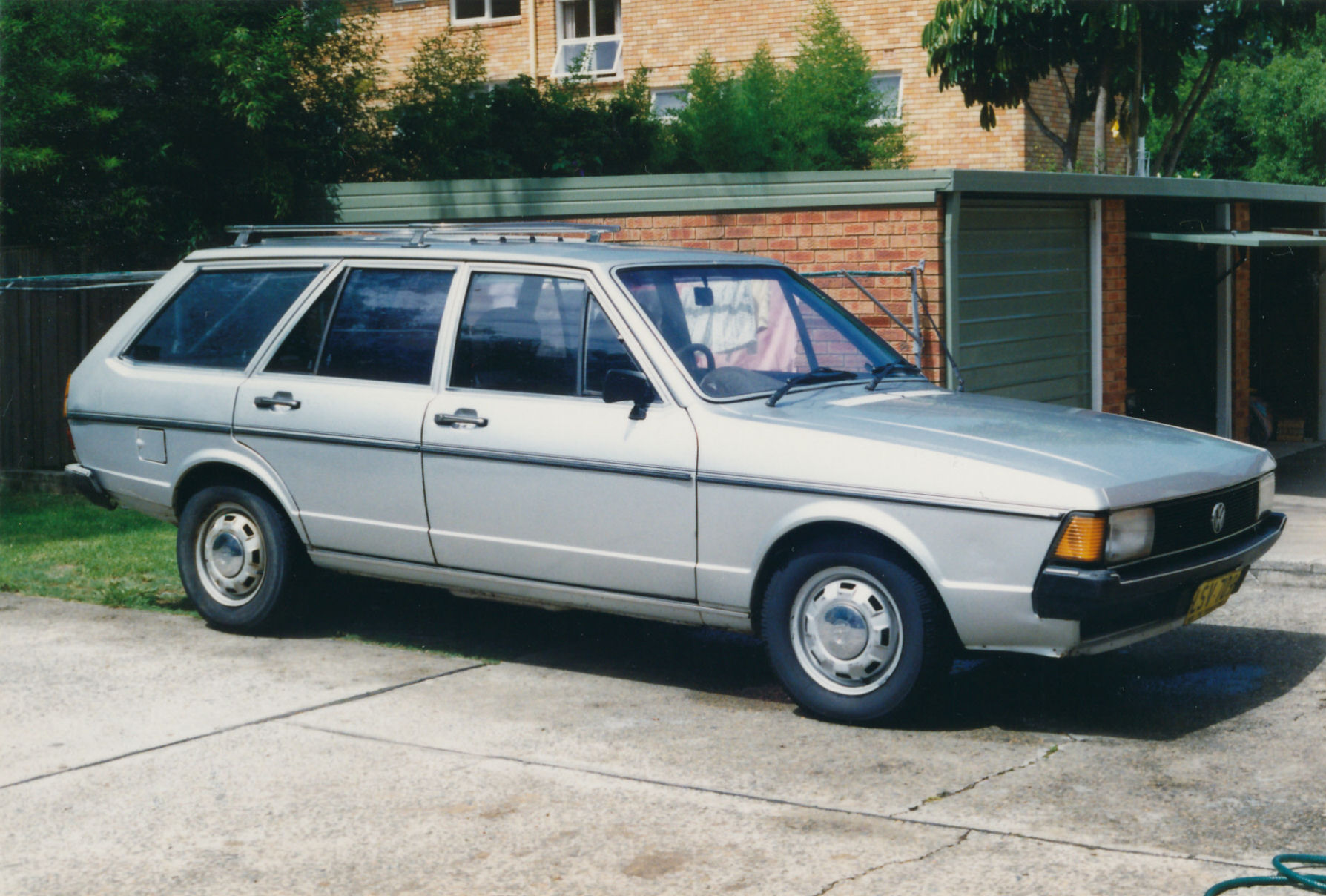
VW Passat Variant, Australien
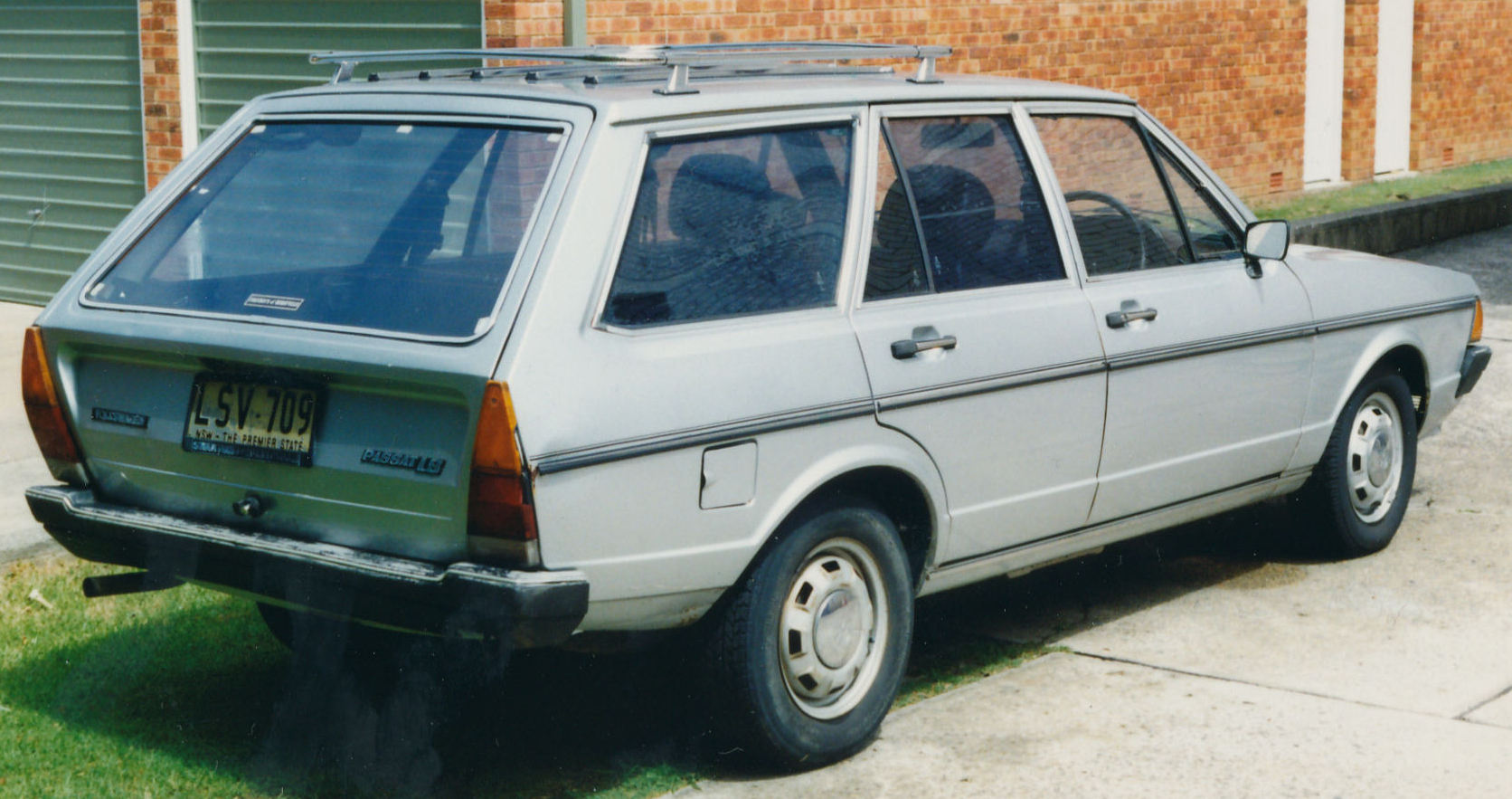
VW Passat Variant, Australien

Im Februar 1979 stellte Volkswagen schließlich den Passat GLI mit dem Motor des Golf GTI vor. Der neue Motor, im Gegensatz zum Einspritzmotor im Vorgängermodell VW Typ 3 nun mit einer rein mechanischen Einspritzanlage vom Typ K-Jetronic von Bosch versehen, sorgte mit einer Leistung von 81 kW (110 PS) bei einem Leergewicht von weit unter 900 kg für beachtliche Fahrleistungen. Die Schrägheckmodelle des GLI hatten als Erkennungsmerkmal unter anderem eine Abrisskante aus Kunststoff am Heck. Ursprünglich war geplant, diese Variante als Passat GTI zu verkaufen, was jedoch der damalige Vorstandschefs Toni Schmücker als marktpolitisch nicht sinnvoll einstufte. Der Prototyp war zwar bereits im Dezember 1976 angefertigt worden, aber bis zu diesem Zeitpunkt nur auf Messen gezeigt worden.

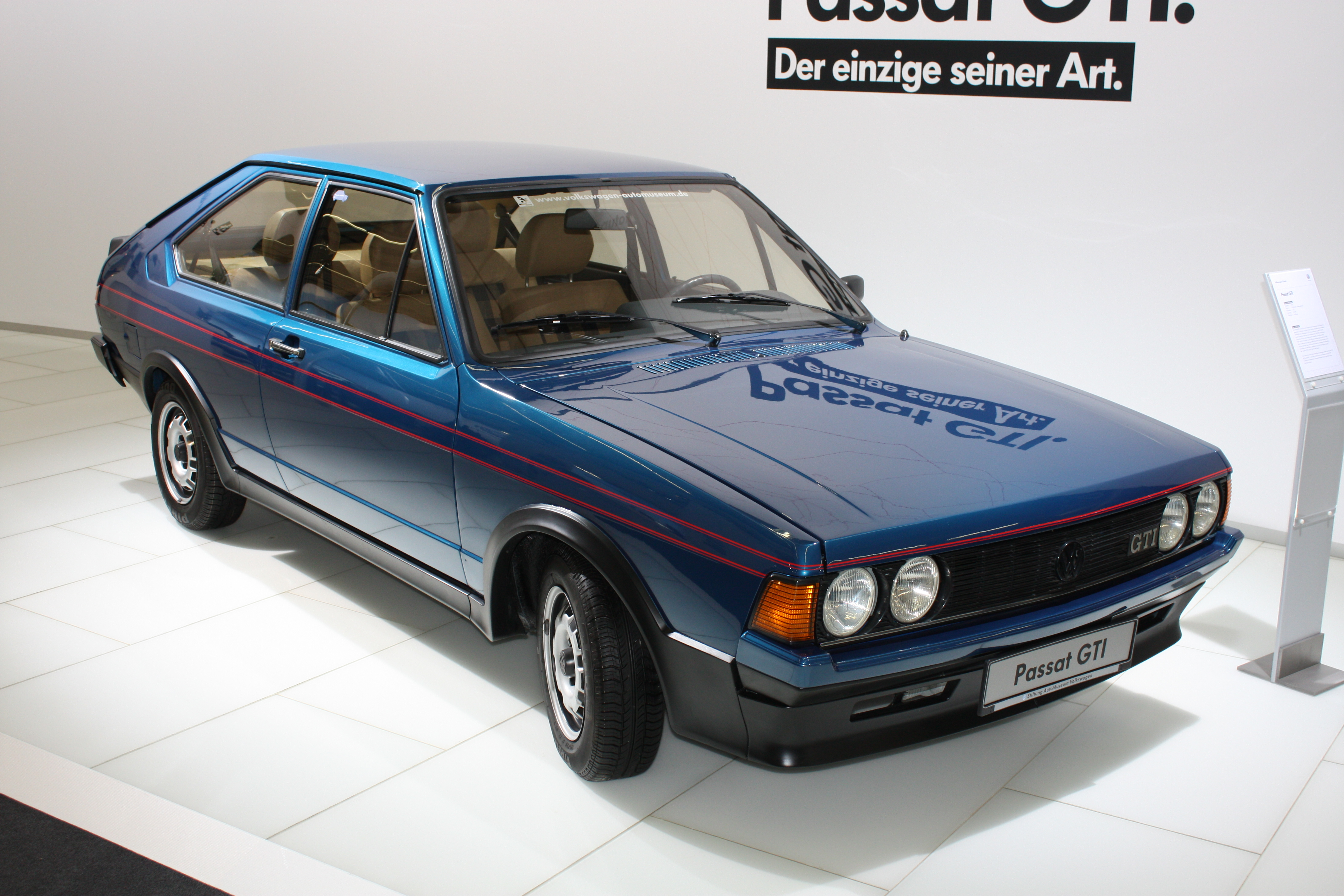
VW Passat GTI (Prototyp)
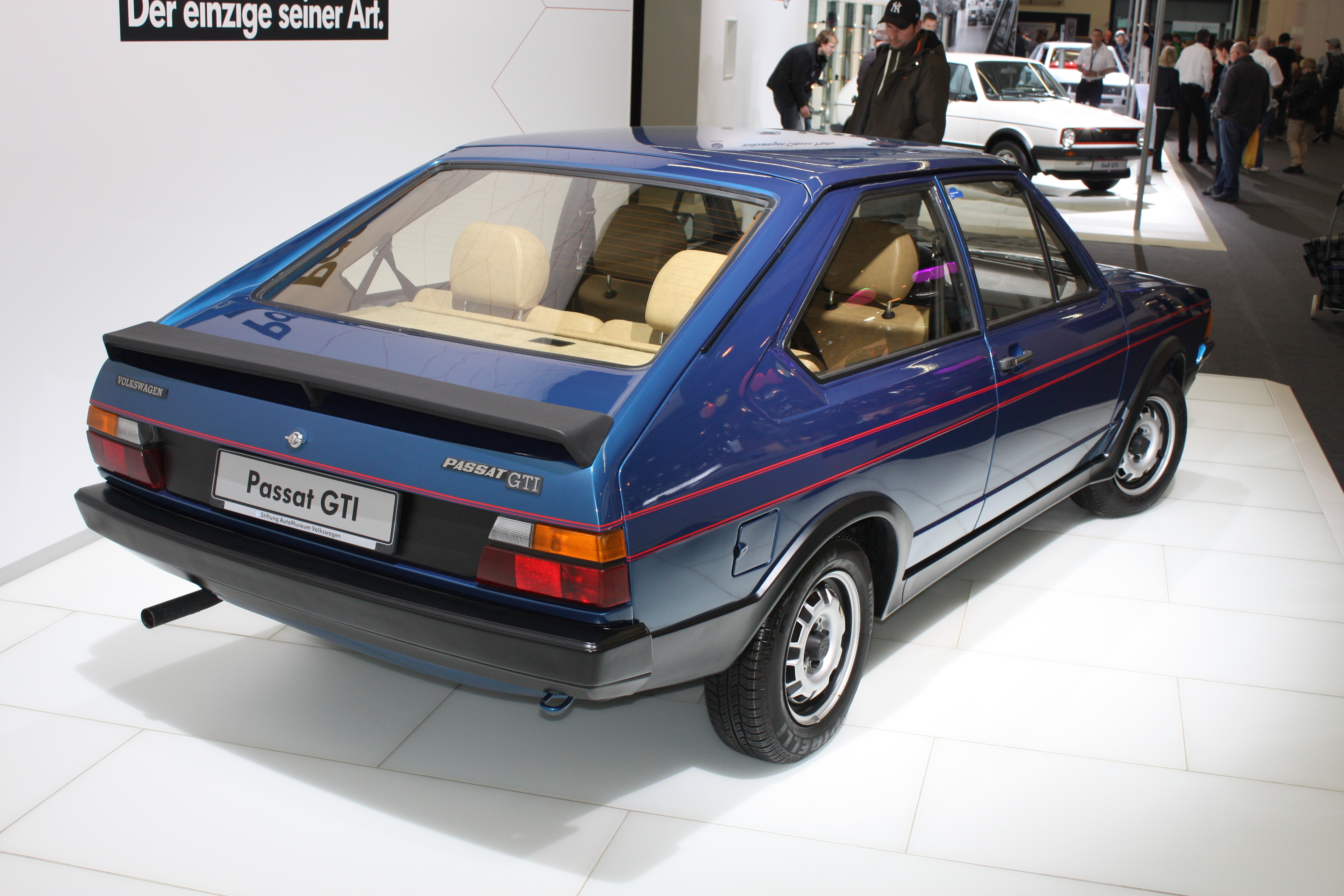
Heckansicht

Am 14. April 1980 läuft in Emden der 2.000.000 VW Passat B1 vom Band. Die Produktion des Passat der ersten Generation läuft im Herbst 1980 aus. Interessant ist die Verteilung der Käufer auf die verschiedenen Modelle: Die Hälfte erwirbt die Limousine mit der kleinen Kofferraumklappe, für den Variant und die Limousine mit der großen Klappe votieren jeweils ein Viertel.

### Der Passat in Brasilien

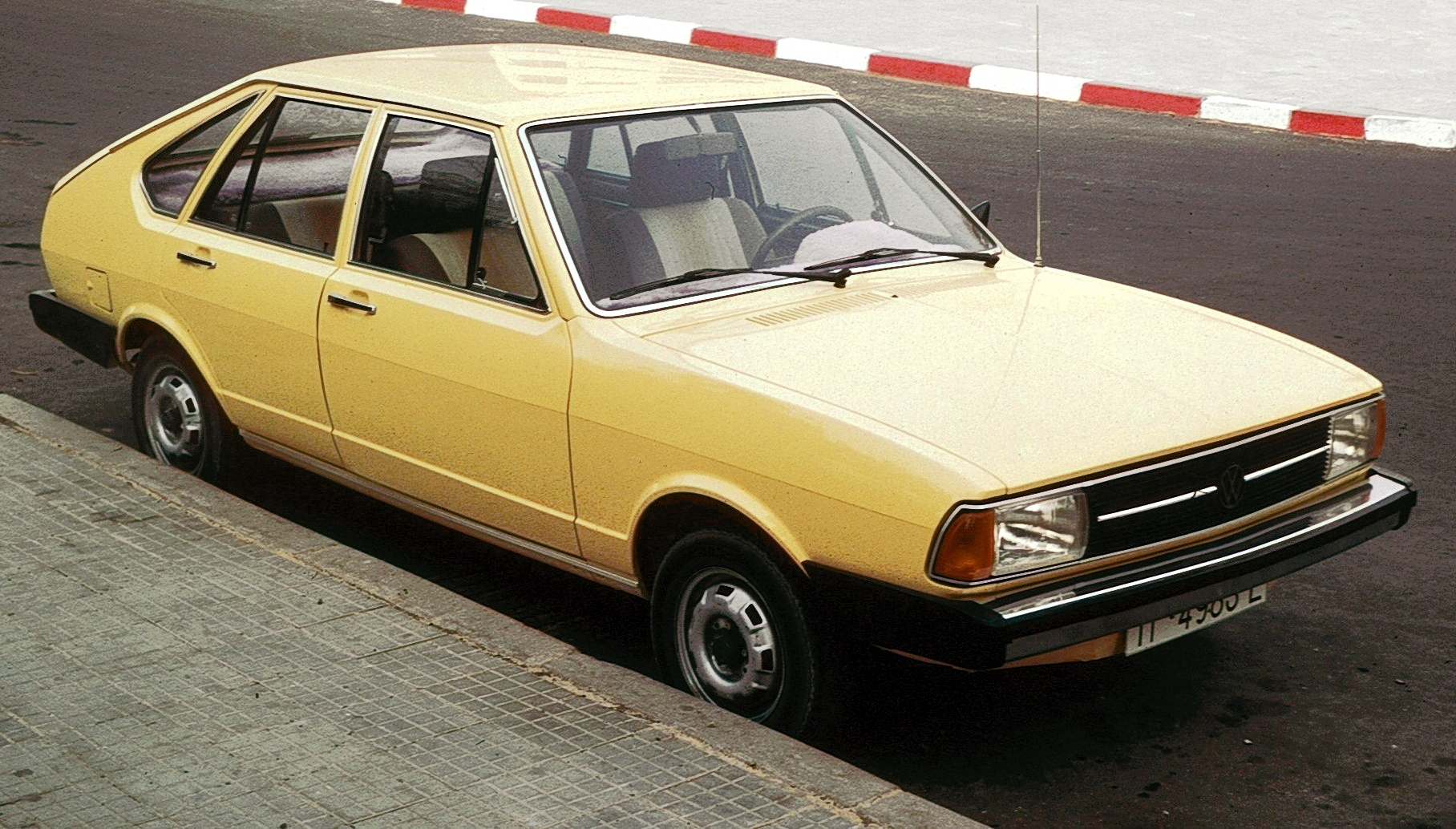
Brasilianischer VW Passat

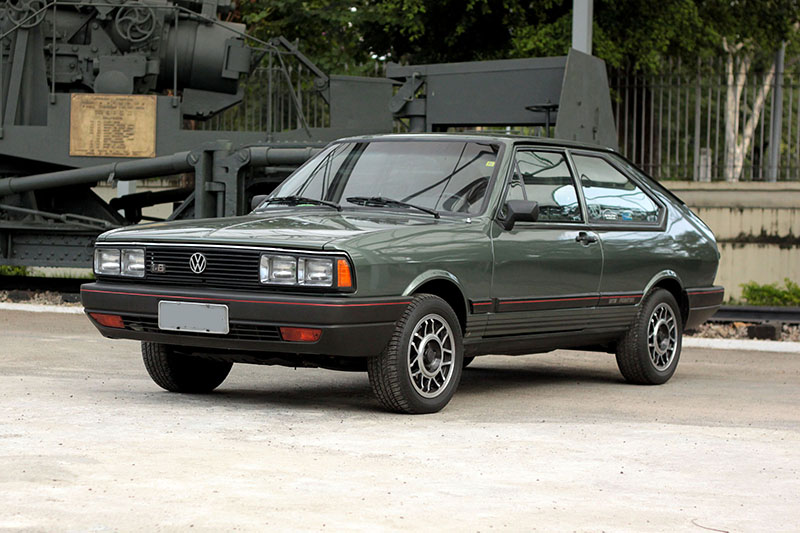
Passat GTS Pointer 1987

Von Juni 1974 bis Dezember 1988 wurde der Passat B1 auch in Brasilien gefertigt, anfangs mit dem auf 48 kW/65 PS gedrosselten 1,5-Liter-Motor und als zwei- und viertürige Limousine ohne große Heckklappe. 1976 folgte der dortige Passat TS mit 59 kW/80 PS starkem 1,6-Liter. Ab 1978 trug der brasilianische Passat die Frontpartie des Audi 80 B1 mit Rechteckscheinwerfern, und als Passat LS/LSE war nun auch die dreitürige Version mit Heckklappe lieferbar.
Ein großes Kontingent aus brasilianischer Produktion wurde 1985 in den Irak geliefert. Dort waren die Fahrzeuge noch mindestens bis 2014 in großer Anzahl als Taxi im Gebrauch. Sie waren dort nicht im freien Handel verfügbar. Stattdessen wurden sie auf Geheiß von Saddam Hussein auf Staatskosten importiert und an Familien abgegeben, die Angehörige im Ersten Golfkrieg verloren hatten. Daher ist der Passat dort politisch aufgeladen und gilt als „Märtyrerfahrzeug“.

### Technische Daten
| Motor                            | 4-Zylinder-Reihenmotor (Viertakt)                                                                               | 4-Zylinder-Reihenmotor (Viertakt)                                                                               | 4-Zylinder-Reihenmotor (Viertakt)                                                                               | 4-Zylinder-Reihenmotor (Viertakt)                                                                               | 4-Zylinder-Reihenmotor (Viertakt)                                                                               | 4-Zylinder-Reihenmotor (Viertakt)                                                                               | 4-Zylinder-Reihenmotor (Viertakt)                                                                               | 4-Zylinder-Reihenmotor (Viertakt)                                                                               | 4-Zylinder-Reihenmotor (Viertakt)                                                                               |                                                                     |
| Motorkennbuchstaben              | ZA | FY | ZB | YJ | ZC | YN | YP | YS | CK |                                                                     |
| Hubraum                          | 1297 cm³ | 1272 cm³ | 1471 cm³ | 1471 cm³ | 1471 cm³ | 1588 cm³ | 1588 cm³ | 1588 cm³ | 1471 cm³ |                                                                     |
| Bohrung × Hub                    | 75 × 73,4 mm | 75 × 72 mm | 76,5 × 80 mm | 76,5 × 80 mm | 76,5 × 80 mm | 79,5 × 80 mm | 79,5 × 80 mm | 79,5 × 80 mm | 76,5 × 80 mm |                                                                     |
| Verdichtung                      | 8,5 | 8,2 | 9,7 | 8,2 | 9,7 | 8,2 | 8,2 | 9,5 | 23,5 |                                                                     |
| Leistung bei 1/min               | 40 kW (55 PS) 5500                                                                                              | 40 kW (55 PS) 5800                                                                                              | 55 kW (75 PS) 5800                                                                                              | 55 kW (75 PS) 5800                                                                                              | 63 kW (85 PS) 5800                                                                                              | 55 kW (75 PS) 5600                                                                                              | 63 kW (85 PS) 5600                                                                                              | 81 kW (110 PS) 6100                                                                                             | 37 kW (50 PS) 5000                                                                                              |                                                                     |
| Max. Drehmoment bei 1/min        | 94 Nm 2500 | 92 Nm 3500 | 116 Nm 3500 | 114 Nm 3500 | 123 Nm 4000 | 119 Nm 3200 | 124 Nm 3200 | 137 Nm 5000 | 80 Nm 3000 |                                                                     |
| Gemischaufbereitung              | 1 Fallstromvergaser Solex 85 PS-Varianten: 2 Register-Fallstromvergaser Solex                                   | 1 Fallstromvergaser Solex 85 PS-Varianten: 2 Register-Fallstromvergaser Solex                                   | 1 Fallstromvergaser Solex 85 PS-Varianten: 2 Register-Fallstromvergaser Solex                                   | 1 Fallstromvergaser Solex 85 PS-Varianten: 2 Register-Fallstromvergaser Solex                                   | 1 Fallstromvergaser Solex 85 PS-Varianten: 2 Register-Fallstromvergaser Solex                                   | 1 Fallstromvergaser Solex 85 PS-Varianten: 2 Register-Fallstromvergaser Solex                                   | 1 Fallstromvergaser Solex 85 PS-Varianten: 2 Register-Fallstromvergaser Solex                                   | Mechanische Einspritzung (Bosch K-Jetronic)                                                                     | Diesel-Verteilerpumpe                                                                                           |                                                                     |
| Ventilsteuerung                  | OHC, Zahnriemen                                                                                                 | OHC, Zahnriemen                                                                                                 | OHC, Zahnriemen                                                                                                 | OHC, Zahnriemen                                                                                                 | OHC, Zahnriemen                                                                                                 | OHC, Zahnriemen                                                                                                 | OHC, Zahnriemen                                                                                                 | OHC, Zahnriemen                                                                                                 | OHC, Zahnriemen                                                                                                 |                                                                     |
| Kühlung                          | Wasserkühlung                                                                                                   | Wasserkühlung                                                                                                   | Wasserkühlung                                                                                                   | Wasserkühlung                                                                                                   | Wasserkühlung                                                                                                   | Wasserkühlung                                                                                                   | Wasserkühlung                                                                                                   | Wasserkühlung                                                                                                   | Wasserkühlung                                                                                                   |                                                                     |
| Getriebe                         | 4-Gang-Getriebe a.W. für 75/85 PS Dreigang-Automatik                                                            | 4-Gang-Getriebe a.W. für 75/85 PS Dreigang-Automatik                                                            | 4-Gang-Getriebe a.W. für 75/85 PS Dreigang-Automatik                                                            | 4-Gang-Getriebe a.W. für 75/85 PS Dreigang-Automatik                                                            | 4-Gang-Getriebe a.W. für 75/85 PS Dreigang-Automatik                                                            | 4-Gang-Getriebe a.W. für 75/85 PS Dreigang-Automatik                                                            | 4-Gang-Getriebe a.W. für 75/85 PS Dreigang-Automatik                                                            | 4-Gang-Getriebe a.W. für 75/85 PS Dreigang-Automatik                                                            | 4-Gang-Getriebe a.W. für 75/85 PS Dreigang-Automatik                                                            |                                                                     |
| Radaufhängung vorn               | MacPherson-Federbeine, Dreiecksquerlenker                                                                       | MacPherson-Federbeine, Dreiecksquerlenker                                                                       | MacPherson-Federbeine, Dreiecksquerlenker                                                                       | MacPherson-Federbeine, Dreiecksquerlenker                                                                       | MacPherson-Federbeine, Dreiecksquerlenker                                                                       | MacPherson-Federbeine, Dreiecksquerlenker                                                                       | MacPherson-Federbeine, Dreiecksquerlenker                                                                       | MacPherson-Federbeine, Dreiecksquerlenker                                                                       | MacPherson-Federbeine, Dreiecksquerlenker                                                                       |                                                                     |
| Radaufhängung hinten             | Torsionskurbelachse, Panhardstab zur Seitenführung, Schraubenfedern                                             | Torsionskurbelachse, Panhardstab zur Seitenführung, Schraubenfedern                                             | Torsionskurbelachse, Panhardstab zur Seitenführung, Schraubenfedern                                             | Torsionskurbelachse, Panhardstab zur Seitenführung, Schraubenfedern                                             | Torsionskurbelachse, Panhardstab zur Seitenführung, Schraubenfedern                                             | Torsionskurbelachse, Panhardstab zur Seitenführung, Schraubenfedern                                             | Torsionskurbelachse, Panhardstab zur Seitenführung, Schraubenfedern                                             | Torsionskurbelachse, Panhardstab zur Seitenführung, Schraubenfedern                                             | Torsionskurbelachse, Panhardstab zur Seitenführung, Schraubenfedern                                             | Torsionskurbelachse, Panhardstab zur Seitenführung, Schraubenfedern |
| Bremsen                          | Scheibenbremsen vorne (Ø 239 mm), Trommeln hinten (seit Modelljahr 79 selbstnachstellend), Bremskraftverstärker | Scheibenbremsen vorne (Ø 239 mm), Trommeln hinten (seit Modelljahr 79 selbstnachstellend), Bremskraftverstärker | Scheibenbremsen vorne (Ø 239 mm), Trommeln hinten (seit Modelljahr 79 selbstnachstellend), Bremskraftverstärker | Scheibenbremsen vorne (Ø 239 mm), Trommeln hinten (seit Modelljahr 79 selbstnachstellend), Bremskraftverstärker | Scheibenbremsen vorne (Ø 239 mm), Trommeln hinten (seit Modelljahr 79 selbstnachstellend), Bremskraftverstärker | Scheibenbremsen vorne (Ø 239 mm), Trommeln hinten (seit Modelljahr 79 selbstnachstellend), Bremskraftverstärker | Scheibenbremsen vorne (Ø 239 mm), Trommeln hinten (seit Modelljahr 79 selbstnachstellend), Bremskraftverstärker | Scheibenbremsen vorne (Ø 239 mm), Trommeln hinten (seit Modelljahr 79 selbstnachstellend), Bremskraftverstärker | Scheibenbremsen vorne (Ø 239 mm), Trommeln hinten (seit Modelljahr 79 selbstnachstellend), Bremskraftverstärker |                                                                     |
| Lenkung                          | Zahnstangenlenkung                                                                                              | Zahnstangenlenkung                                                                                              | Zahnstangenlenkung                                                                                              | Zahnstangenlenkung                                                                                              | Zahnstangenlenkung                                                                                              | Zahnstangenlenkung                                                                                              | Zahnstangenlenkung                                                                                              | Zahnstangenlenkung                                                                                              | Zahnstangenlenkung                                                                                              |                                                                     |
| Karosserie                       | Stahlblech, selbsttragend                                                                                       | Stahlblech, selbsttragend                                                                                       | Stahlblech, selbsttragend                                                                                       | Stahlblech, selbsttragend                                                                                       | Stahlblech, selbsttragend                                                                                       | Stahlblech, selbsttragend                                                                                       | Stahlblech, selbsttragend                                                                                       | Stahlblech, selbsttragend                                                                                       | Stahlblech, selbsttragend                                                                                       |                                                                     |
| Spurweite vorn/hinten            | 1340/1350 mm | 1340/1350 mm | 1340/1350 mm | 1340/1350 mm | 1340/1350 mm | 1340/1350 mm | 1340/1350 mm | 1340/1350 mm | 1340/1350 mm |                                                                     |
| Radstand                         | 2470 mm | 2470 mm | 2470 mm | 2470 mm | 2470 mm | 2470 mm | 2470 mm | 2470 mm | 2470 mm |                                                                     |
| Länge                            | 4190 mm (ab 08/77: 4265–4290 mm)                                                                                | 4190 mm (ab 08/77: 4265–4290 mm)                                                                                | 4190 mm (ab 08/77: 4265–4290 mm)                                                                                | 4190 mm (ab 08/77: 4265–4290 mm)                                                                                | 4190 mm (ab 08/77: 4265–4290 mm)                                                                                | 4190 mm (ab 08/77: 4265–4290 mm)                                                                                | 4190 mm (ab 08/77: 4265–4290 mm)                                                                                | 4190 mm (ab 08/77: 4265–4290 mm)                                                                                | 4190 mm (ab 08/77: 4265–4290 mm)                                                                                | 4190 mm (ab 08/77: 4265–4290 mm)                                    |
| Leergewicht                      | 880–995 kg | 880–995 kg | 880–995 kg | 880–995 kg | 880–995 kg | 880–995 kg | 880–995 kg | 880–995 kg | 880–995 kg |                                                                     |
| Höchstgeschwindigkeit            | 150 km/h | 150 km/h | 155–160 km/h | 155–160 km/h | 163–168 km/h | 156–160 km/h | 165–173 km/h | 185 km/h | 141 km/h |                                                                     |
| Beschleunigung von 0–100 km/h    | 16–17 s | 16–17 s | 13,5–16 s | 13,5–16 s | 12–15 s | 13,5–16 s | 12–14,5 s | 10,5–11,5 s | 20,5–21,5 s |                                                                     |
| Verbrauch in Liter/100 Kilometer | 9–10 N | 9–10 N | 10,5–11,5 S | 10,5–11,5 N | 10,0–11,0 S | 10,5–11,0 N | 10,5–11,0 N | 10,5 S | 7,5 D |                                                                     |

## Produktionszahlen Passat B1
Gesamtproduktion Passat Fahrzeuge in Deutschland von 1973 bis 1980
Modellwechsel Passat B2 im Oktober 1980. Im Jahr 1973 wurden 2-Türer und 4-Türer nicht separat ausgewiesen.
| Jahr              | 1973                  | 1974        | 1975        | 1976    | 1977    | 1978    | 1979    | 1980               | Summe         |
| ----------------- | --------------------- | ----------- | ----------- | ------- | ------- | ------- | ------- | ------------------ | ------------- |
| 2 Türen           | 115.558 ca.72.800     | 141.271     | 93.988      | 90.648  | 64.378  | 70.625  | 36.340  | 16.529 ca.12.400   | ca. 582.400   |
| 4 Türen           | siehe oben ca. 42.750 | 81.847      | 51.219      | 77.611  | 76.033  | 97.591  | 74.774  | 67.238 ca.50.400   | ca. 552.200   |
| Variant           | 114                   | 89.711      | 51.572      | 61.035  | 52.698  | 74.612  | 71.094  | 70.581 ca.52.900   | ca. 453.700   |
| Summe D           | 115.672               | 312.889     | 196.779     | 229.294 | 193.109 | 242.828 | 182.208 | 154.348 ca.115.700 | ca. 1.588.400 |
| weitere Standorte |                       | ca. 10.000  | ca. 40.000  | 58.724  | 81.883  | 98.056  | 109.367 | 111.279            | ca. 509.300   |
| Weltproduktion    | 115.672               | ca. 322.900 | ca. 236.800 | 288.018 | 274.992 | 340.884 | 291.575 | 265.627            | ca.2.097.700  |